# Воронеж
Воро́неж — город на юге Центральной России, административный центр Воронежской области. Расположен на берегах Воронежского водохранилища, в 12 километрах от реки Дон; расстояние от Москвы — около 520 км.
Население Воронежа по состоянию на 1 января 2025 года составляет 1 041 722 человек, это четырнадцатый по численности населения город России. Вокруг Воронежа образовалась агломерация с численностью населения более 1,3 млн человек. Образует административно-территориальную единицу и муниципальное образование городской округ город Воронеж с единственным населённым пунктом в его составе.
Воронеж основан в 1586 году, считается колыбелью русского регулярного (государственного) военно-морского флота и родиной воздушно-десантных войск. 27 апреля (8 мая) 1700 года на воронежской верфи Воронежского адмиралтейства был торжественно спущен на воду 58-пушечный парусный линейный корабль, построенный по проекту русского царя Петра I. «Гото Предестинация» стал первым российским линейным кораблём и первым кораблём IV ранга по британской ранговой классификации 1706 года, созданным в России без участия иностранных специалистов. Во время своей службы линейный корабль входил в состав Азовского флота, с помощью которого была завоёвана крепость Азов. Впоследствии, благодаря новосозданному в городе флоту, был подписан мирный договор с Османской империей для начала и ведения войны со Шведской империей.
26 июля 1930 года Леонид Григорьевич Минов осуществил первый в истории СССР учебно-тренировочный прыжок с парашютом с самолёта. Этот день считается днём рождения советского парашютного спорта. 2 августа 1930 года в двух километрах от Воронежа был сброшен первый советский военно-воздушный десант, состоявший из двенадцати человек. Ныне 2 августа празднуется день Воздушно-десантных войск.
В конце 1950-х годов на воронежском предприятии КБХА был разработан кислородно-керосиновый жидкостный ракетный двигатель РД-105 для третьей ступени ракет-носителей «Луна», который позволил в 1959 году впервые в мире достичь второй космической скорости. На основе двигателя РД-105 был создан двигатель для третьей ступени ракеты-носителя космического корабля «Восток» с первым в мире космонавтом Юрием Алексеевичем Гагариным на борту.
Двуглавый орёл в золотом поле на гербе Воронежа был высочайше пожалован городу 21 сентября (2 октября) 1781 года в знак особых заслуг в становлении и развитии российского государства. Орденские ленты, выходящие из-за щита, и щитодержатели — древнерусские витязи, воины — символизируют заслуги воронежцев при обороне русских земель на протяжении веков. 16 февраля 2008 года за мужество, стойкость и массовый героизм, проявленный защитниками города в борьбе за свободу и независимость Отечества, Воронежу присвоено почётное звание «Город воинской славы».
Воронеж является членом Международной Ассамблеи столиц и крупных городов СНГ.

## Этимология
Русский языковед-славист XIX века И. И. Срезневский считал, что слово «воро́неж» произошло от слова «во́рон», имени птицы. Немецкий языковед Макс Фасмер, автор четырёхтомного этимологического словаря русского языка, предположил, что название Воро́неж имеет связь с прилагательным «вороно́й» (чёрный). Мнения И. И. Срезневского и М. Фасмера были взяты за основу в статье Н. П. Милонова, в топонимических словарях М. Н. Мельхеева и В. А. Никонова. Н. П. Милонов предположил, что названия рек Воро́неж и Воро́на связаны с цветом воды в них. В. А. Никонов также обратил внимание на часть слова «еж» или «неж», которая часто встречается в других древних названиях. По версии воронежского краеведа В. П. Загоровского, название Воро́неж могло произойти как притяжательное прилагательное «вороне́ж» от древнеславянского личного имени Вороне́г, причём ойконим Воронеж в Подонье был перенесён в конце XI или начале XII века из Черниговского княжества (древнерусский городок Воронеж в Сумской области), где он возник предположительно в IX веке в значении «город Воронега». По мнению В. П. Загоровского, название Вороне́ж в дальнейшем перестали связывать с именем, а ударение переместилось на второй слог. В Подонье Воро́нежем стали называть второй гипотетический город (ныне не существующий), а по городу наименовали реку Воронеж. Наконец, впоследствии на реке поставили нынешний, третий город Воронеж.
В цикле газетных статей, а затем в комплексном научном исследовании «Воронеж: древнее слово и древние города» историк П. А. Попов оспорил версию В. П. Загоровского. Попов утверждает, что в славянско-русской топонимии нет ни одного доказанного случая, когда река, сравнимая с рекой Воронеж, получила название по городу. Кроме того, до сих пор не найдено упоминания славянского имени Воронег в древних источниках. П. А. Попов считает, что народ, осваивая новую местность, прежде всего давал имена географическим объектам по их выдающимся природным признакам. В его трактовке славянский макротопоним «Воронеж», с корнем ворон- в значении «чёрный, тёмный» и суффиксом -еж (-аж, -ож) не был перенесён и обозначал природно-историческую область, покрытую громадным чернолесьем, содержавшую целый ряд древних населённых пунктов. Она зародилась в VIII—IX веках в низовьях р. Воронеж, а затем продержалась до XII—XIII веков за счёт смещения центра тяжести градостроительства в среднее и верхнее течение реки, на территорию современных Липецкой и Тамбовской областей.
Далее название «Воронеж» сохраняла только р. Воронеж, и по ней назван основанный на ней в XVI веке современный город. Река получила название по городу Воронеж,
упоминаемому в летописи под 1147 годом, но разрушенному во время монголо-татарского нашествия.
Народная этимология выводит название города от ворона и ежа; якобы славяне назвали так реку в честь своих племён, названных в свою очередь в честь соответствующих животных. Наукой данная версия всерьёз не рассматривается.

## История

### Основание города
Царский указ об основании Воронежа пока не найден. В архиве хранится распоряжение боярина Никиты Романовича Юрьева от 1 (11) марта 1586 года о реорганизации сторожевой службы на южной окраине Московского государства, в котором написано: «По государеву царёву и великого князя Фёдора Ивановича всея Руси указу и по приговору бояр князя Фёдора Ивановича Мстиславского с товарищы на Сосне, не доезжая Оскола два днища, поставить велено город Ливны, а на Дону на Воронеже, не доезжая Богатово затону два днища, велено поставить Воронеж…» Однако, запись в Разрядном приказе от 1585 года «об отписке рязанских бортных ухожьев и рыбных ловель новому городу Воронежу» доказывает, что Воронеж уже существовал в 1585 году. Тем не менее, так как крепость была построена в 1586 году, то официально годом основания Воронежа считается именно 1586 год.
Воронежская крепость была построена под руководством первого воронежского воеводы Семёна Фёдоровича Сабурова. В апреле 1590 года крепость была подожжена черкасами. Город был почти полностью уничтожен. К 1594 году Воронеж был «рублен» (восстановлен) заново.

### Смутное время
В годы Смуты воронежцы были настроены против официальной власти. В 1605 году Воронеж поддержал самозванца Лжедмитрия I, а после его смерти не принял воцарение Шуйского. В 1610 году город оказал поддержку Лжедмитрию II, готовившему себе в Воронеже убежище, собирая здесь оружие и продовольствие. Переждать неприятности в городе Лжедмитрию II так и не удалось, так как 22 декабря 1610 (1 января 1611) года он был убит. Воронежцы не стали присягать польскому королевичу Владиславу. 29 июля (8 августа) 1613 года сторонники королевича — атаман Иван Мартынович Заруцкий с Мариной Юрьевной Мнишек и отряд мятежных казаков были разгромлены к северу от городской крепости (в районе современного Северного микрорайона). После сражения казаки бежали. Многие из них потонули при переправе через реку Дон. Заруцкий и Мнишек смогли добраться до Астрахани.

### Охрана южных границ русского государства в XVII веке
В борьбе с Крымским ханством русское правительство было заинтересовано привлечь на свою сторону донских казаков. Поэтому в 1613 году воронежцы начали поставлять им деньги, сукно, продовольствие и оружие, что получило название «донских отпусков». Маршрут доставки был речным. Для этого в Воронеже строились специальные суда — струги. Так в 1613 году казакам воронежцы доставили 11 поставов (36 аршин) сукна, 189 четвертей хлеба, 22 пуда свинца, 4 пуда серы, 22 пуда селитры, 55 вёдер вина, а в 1614 году — 1 000 рублей, 23 постава сукна, 200 четвертей хлеба, 60 пудов пороха, 30 пудов свинца, 30 пудов селитры, 100 вёдер вина. Кроме этого воронежцы обязаны были встречать и сопровождать послов из Москвы в Османскую империю и обратно.
Жалование казакам частично привозилось в Воронеж русскими послами из Москвы. В 1616 году в город приезжали послы П. Мансуров и Семён Самсонов, которые должны были на 60 стругах добраться в Османскую империю, а также передать казакам их жалование. Суда были как в Воронеже, так и в соседних городах. В 1617 году по специальному приказу русского правительства приготовленные «донские отпуска» были отменены; гонец успел прибыть в Воронеж в последний момент. Причиной такого наказания казаков стало их самовольное нападение на турецкие берега. В 1628 году для русского посольства было построено 80 стругов, а в 1630 году — 86 стругов. В 1634 году в Воронеже было построено специальное судно для того, чтобы русские послы Иван Гаврилович Коробьин и С. Матвеев смогли доставить турецкому султану Мураду IV от царя Михаила Фёдоровича ценный подарок — хищных кречетов. После подавления восстания под предводительством Степана Разина к казакам из Воронежа был отправлен военный отряд на стругах под командованием полковника Григория Ивановича Косагова. Казаки впервые принесли присягу русскому царю.
7 (17) января 1637 года в Москве принимают решение о строительстве Белгородской черты для защиты юга Русского царства от набегов крымских татар. В августе этого же года донские казаки захватили азовскую крепость. В течение пяти лет татарских набегов на Воронеж и Воронежский уезд практически не было, что дало возможность воронежцам и жителям других южных русских городов спокойно заниматься строительством оборонительных сооружений. В 1642 году турецкие войска осадили Азов; защита города казаками получила в истории название азовское сидение. Вместе с казаками город обороняли и некоторые торговые люди Воронежа, приехавшие туда ранее. После ухода казаков из Азова нападение крымских татар на Воронеж снова начались. Тем не менее через 15 лет Белгородская черта была почти построена. Воронежский её участок проходил от устья реки Воронеж до устья её притока Песчанка (приблизительно в этом месте находится мост ВОГРЭС) и далее на восток к крепости Усмань.
В 1672 году город был опустошен страшным пожаром. Это обстоятельство, а также ветхость стен города, побудило царя Федора Алексеевича выстроить новую более обширную крепость. Новая городская стена, согласно описанию 1676 года, была из дуба, с пятью башнями, около 4,5 м высотой, общей длиной 1850 м.
Опыт воронежцев в судостроении и судоходстве, а также их военный опыт в защите русских границ от набегов татар был использован в конце XVII века-начале XVIII века в строительстве кораблей русского военно-морского флота и ведения военных действий.

### Строительство Азовского флота
В 1695 году, во время первого Азовского похода, русские войска не смогли захватить крепость Азов. Осада оказалась неудачной, так как турецкий гарнизон в крепости получал поддержку с моря. Поэтому при подготовке ко второму Азовскому походу в селе Преображенском недалеко от Москвы зимой были построены 22 галеры и 4 брандера, которые по частям были перевезены в Воронеж, где были собраны снова. В то же время в Воронежском крае были построены около полутора тысяч стругов, морских лодок и плотов, а также один корабль. В результате второго похода крепость Азов была взята русскими войсками. Русский флот не допустил снабжения крепости людьми, боеприпасами и продовольствием.
20 (30) октября 1696 года Боярская Дума постановила начать строительство первого в истории России регулярного (государственного) военно-морского флота. По указу Петра I в городе было создано Воронежское адмиралтейство, к которому были приписаны города на реках Воронеж и Дон. К весне 1699 года были спущены на воду 10 кораблей, 2 галеры, 2 небольших судна и 4 парусные лодки, которые приняли участие в Керченском походе. Эскадра под командованием Петра I сопровождала до Керчи корабль «Крепость», на борту которого находился русский посол думный дьяк Емельян Игнатьевич Украинцев. Дальше корабль направился в Константинополь, где в середине 1700 г. Украинцев заключил мир с Османской империей на тридцать лет.

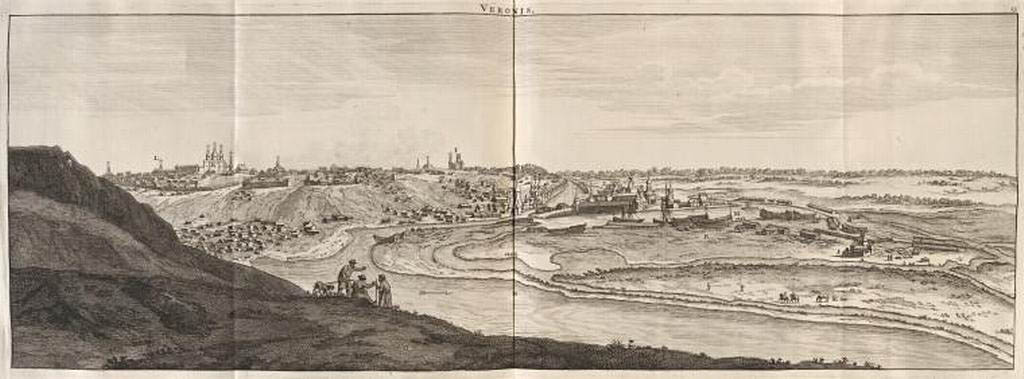
Воронеж 1703 года. Гравюра из книги Корнелиса де Брюйна

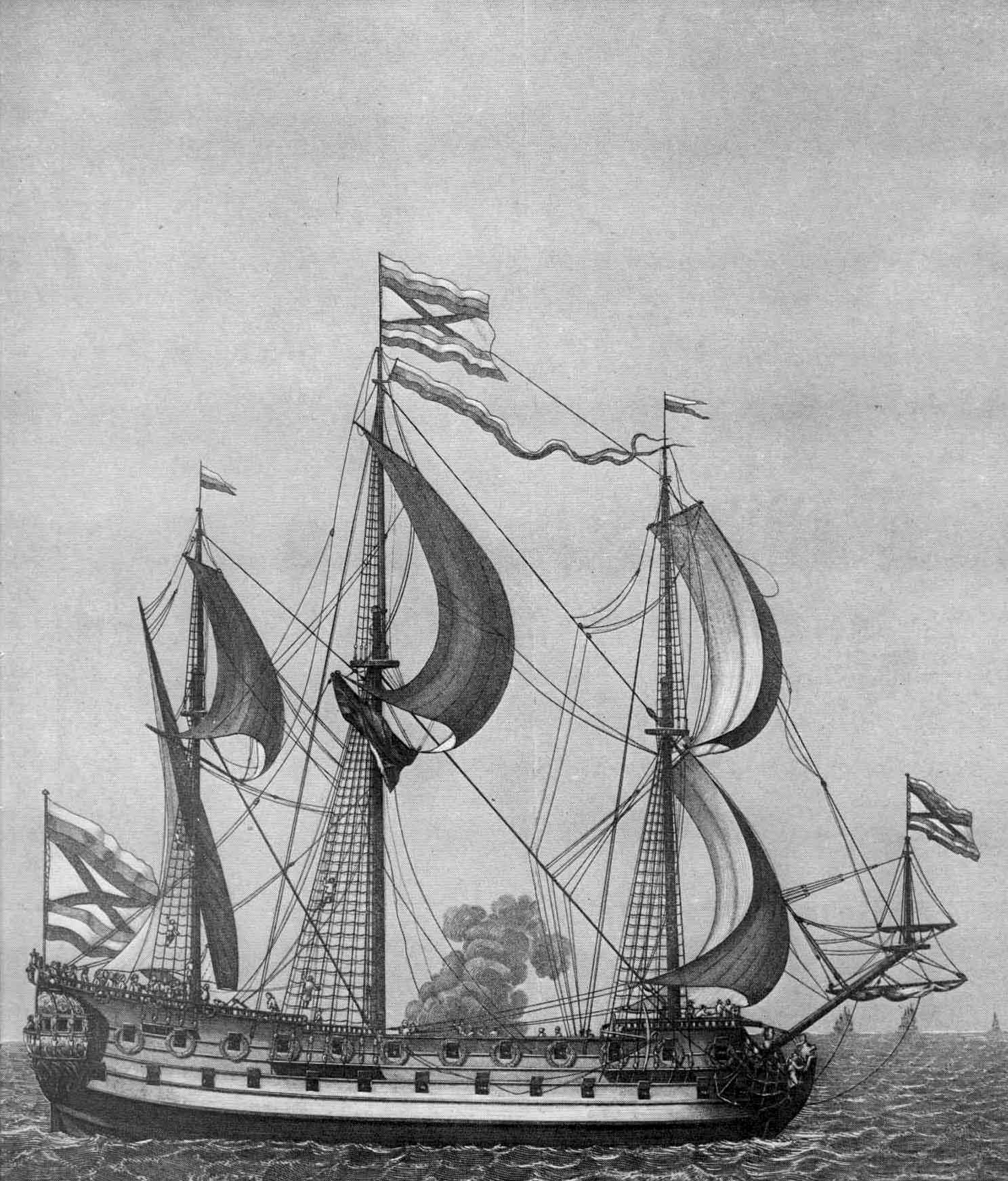
Гравюра Адриана Шхонебека, изображающая первый российский линейный корабль «Гото Предестинация»

В 1701 году в Европе начинается подготовка к войне за испанское наследство. Союз Русского царства с Австрией и Венецией, заключённый против Османской империи, распадался. В таких условиях Русское государство в качестве стратегического направления выбрало борьбу со Шведской империей. Поэтому дальнейшее усиление Азовского флота многопушечными кораблями было направлено на недопущение военного конфликта с Османской империей и предотвращение войны на два фронта. С 1696 года по 1711 год было построено около 215 кораблей, в том числе корабль «Гото Предестинация» — первый российский линейный корабль и первый корабль IV ранга по европейской классификации начала XVII века, созданный в России без участия иностранных специалистов. Благодаря новому Азовскому флоту Русскому царству удалось подписать мирный договор с Османской империей для того, чтобы начать войну со Шведской империей.
Из-за обмеления реки Воронеж напротив Чижовской слободы английский инженер Джон Пери построил плотину для подъёма уровня воды со шлюзом. Тем не менее, 1 (12) июня 1705 году по распоряжению Петра I были основаны тавровская крепость и Тавровская верфь, куда 13 февраля — 9 апреля (по старому стилю) царь велел перевезти адмиралтейство из Воронежа.
В 1709 году после Полтавской битвы в Воронеж из-под Полтавы было отправлено три тысячи пленных шведов. Они участвовали в строительстве новой крепости Осеред (ныне город Павловск) на реке Дон и корабельной верфи.
12 (23) ноября 1721 года в Воронеж поступил указ о «вечном мире» со Шведской империей согласно Ништадтскому мирному договору. Пленные шведы были отпущены домой.

### Развитие Воронежа как центра Воронежской губернии
В 1708 году была образована Азовская губерния, центром которой стал Азов (фактически Тамбов), а в 1715 году — Воронеж, а сама губерния после смерти императора в 1725 году была переименована в Воронежскую.
В 1745 году учреждена Воронежская духовная семинария. 10 (21) мая 1748 года Воронеж очень сильно пострадал от пожара. Сгорел почти весь центр, который располагался на берегу реки. После этой трагедии центр Воронежа опять стал располагаться в том месте, где сейчас находится современная Университетская площадь.
В 1812 году в Воронеж стали поступать рекруты-новобранцы из Воронежской, Харьковской и Пензенской губерний, для 3-го и 4-го Егерских полков . Их экипировка проходила на пожертвования, собираемые в городе. После комплектации полков офицерами они были направлены к Москве и смогли присоединиться к основным силам русской армии после Бородинского сражения, Они приняли участие в Тарутинском манёвре. Сохранилось письмо Михаила Илларионовича Кутузова, в котором он пишет: «3-й и 4-й Егерские полки по прибытии их к армии при осмотре моем найдены, что они в столь короткое время довольно хорошо образованы и что большая часть людей стреляют довольно хорошо».
В 1832 году в Воронеже была проведена торжественная церемония открытия мощей Святителя Митрофана, на которую приезжал император Николай I. Праздничное мероприятие было омрачено недавно закончившейся в Воронеже эпидемией холеры, которая возникла из-за большого количества прибывших в город паломников. Другая трагедия произошла летом 1833 года, когда из-за засухи в Воронежской губернии начался голод. Благодаря связям воронежского губернатора Дмитрия Николаевича Бегичева на борьбу с трагедией из государственной казны была выделена большая сумма денег. Кризис был преодолён; в 1853 году в Воронеже была проведена первая выставка сельских произведений пяти чернозёмных губерний.
В 1845 году открылся Воронежский кадетский корпус имени Великого князя Михаила Павловича, в котором обучались Сергей Иванович Мосин, Александр Николаевич Лодыгин, Георгий Валентинович Плеханов и другие. В 1879 году Г. В. Плеханов приезжал в Воронеж, где участвовал в съезде революционной организации «Земля и воля». В Воронеже произошёл её окончательный раскол, после чего она разделилась на «Народную волю» и «Чёрный передел».
В 1905 году в Воронеже произошли черносотенский погром, мятеж в воронежском дисциплинарном батальоне и две политические стачки. Декабрьская стачка прошла 8 декабря после получения её организаторами телеграммы из Москвы о начале всероссийской политической забастовки. 12 декабря стало известно о начавшемся в Москве вооружённом восстании, после чего был проведён митинг, в котором приняли участие 7 тысяч воронежцев. Возникла угроза восстания. Поэтому 16 декабря Воронеж был объявлен на военном положении. При помощи властей Тамбова волнения были прекращены.
23 апреля (6 мая) 1908 года эсерка М. М. Фёдорова бросила бомбу в воронежского губернатора М. М. Бибикова, который ехал в карете по Большой Дворянской улице в храм Митрофановского монастыря на службу. Губернатор получил ранение ноги, уха и правой щеки, его жену контузило. Фёдорову тяжело ранило; она пыталась скрыться во дворе Мариинской женской гимназии, но упала без сознания. Лёгкие ранения получили также шестеро случайных прохожих, среди которых было трое детей. Теракт был совершён по приговору Центрального комитета партии социалистов-революционеров за многочисленные репрессии против участников крестьянских бунтов, в ходе которых по приговору военных судов было казнено 38 человек. В ночь на 14 (27) июня 1908 года Фёдорова была повешена во дворе губернской тюрьмы.

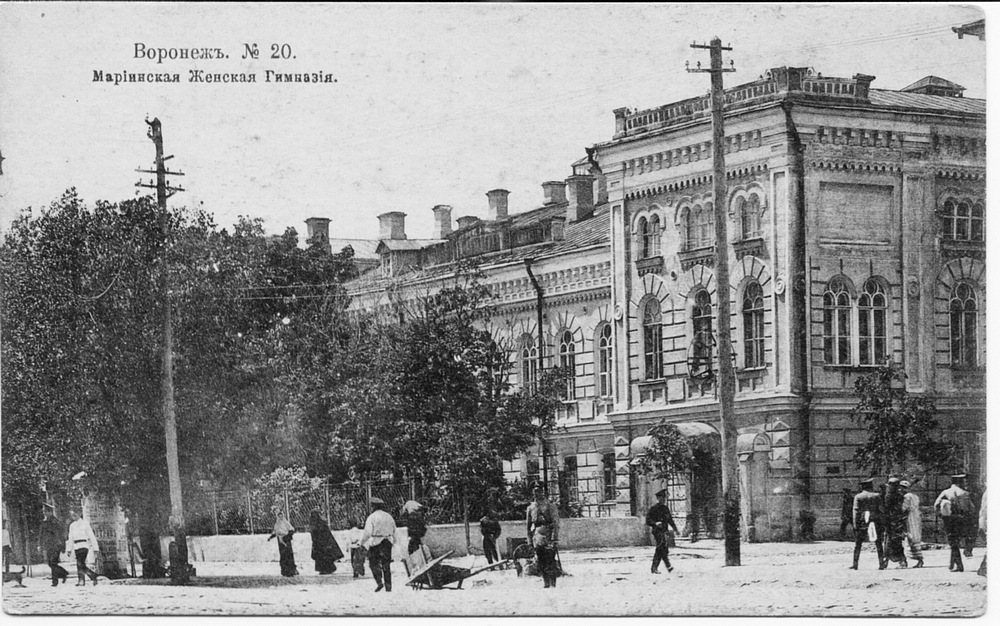
Мариинская женская гимназия на Большой Дворянской улице в начале XX века

В 1912 году у станции Отрожка были построены Отрожские железнодорожные мастерские, которые впоследствии стали основой развития Воронежского вагоноремонтного завода. В 1913 году создаётся первое светское высшее учебное заведение в городе — сельскохозяйственный институт им. Петра Великого (ныне Воронежский государственный аграрный университет имени Императора Петра I). 28 августа (10 сентября) 1914 года согласно принятому решению городской Думы Воронеж стал членом Всероссийского городского союза (Всероссийского союза городов). Союз был учреждён 8—9 августа того же года и оказывал помощь больным и раненым солдатам, офицерам, тесно сотрудничал со Всероссийским земским союзом и обществом Красного креста. Представителем от Воронежа в союзе был единогласно выбран И. Т. Алисов.
В 1915—1916 годах в Воронеже стали расти цены на продовольствие и промышленные товары. Административное их регулирование привело к очередям за сахаром, мукой, хлебом и др.

### 1917—1941 годы
После Февральской революции 2 (15) марта 1917 года воронежский губернатор Михаил Дмитриевич Ершов обратился к жителям Воронежа и губернии со следующим посланием: «Доходят разные сведения о необычайных происшествиях в столице. Каковы бы ни были события и сколько бы ни различны мнения о них, перед всеми нами стоит одна великая задача, нас всех одушевляет одно желание, чтобы Россия благополучно пережила ниспосланные ей Богом тяжкие испытания и победоносно отразила грозного врага». 6 (19) марта 1917 года по решению Временного правительства губернатор был отстранён от должности.
В октябре 1917 получив известия о революции в Петрограде, местные власти в лице эсеровского исполкома Совета и исполняющий обязанности губернского комиссара правительства попытались скрыть эти сведения. Большевики и левые эсеры не смогли добиться от эсеровского исполкома Совета создания военно-революционного комитета (ВРК) и решили действовать самостоятельно. Их подпольному ВРК противостоял созданный 27 октября Комитет общественной безопасности из представителей думской управы, губкомиссара, Совета, железнодорожного союза, начальника гарнизона и прокурора. 30 октября (12 ноября) 1917 года после восстания 5-го пулемётного полка, расположенного в Воронеже, власть перешла к большевистскому военно-революционному комитету во главе с А. С. Моисеевым. 3 (16) декабря 1917 года банк перешёл под контроль комитета. 10 (23) декабря 1917 года исполнительным комитетом Воронежского совета начал создаваться специальный отряд Красной Армии. 28-31 декабря 1917 (13 января 1918) года (9-13 (26) января 1918 года) в Воронеже прошёл I Губернский крестьянский съезд, на котором были созданы новые органы власти.
На выборах в Учредительное собрание в Воронеже победила Конституционно-демократическая партия, получившая 58 % голосов.
Во время Гражданской войны город дважды занимался войсками белых, первый раз с 11 по 12 сентября 1919 года 4-м Донским корпусом Константина Константиновича Мамонтова и с 6 октября по 24 октября 1919 года отрядами Андрея Григорьевича Шкуро.
В 1918 году из Юрьева был переведён Юрьевский университет, на его базе был создан Воронежский государственный университет. В 1926 году в городе был пущен первый трамвай. В 1930 году на базе СХИ возникли химико-технологический институт и лесохозяйственный институт. В 1926 году на улицах города появился первый телефонный автомат.

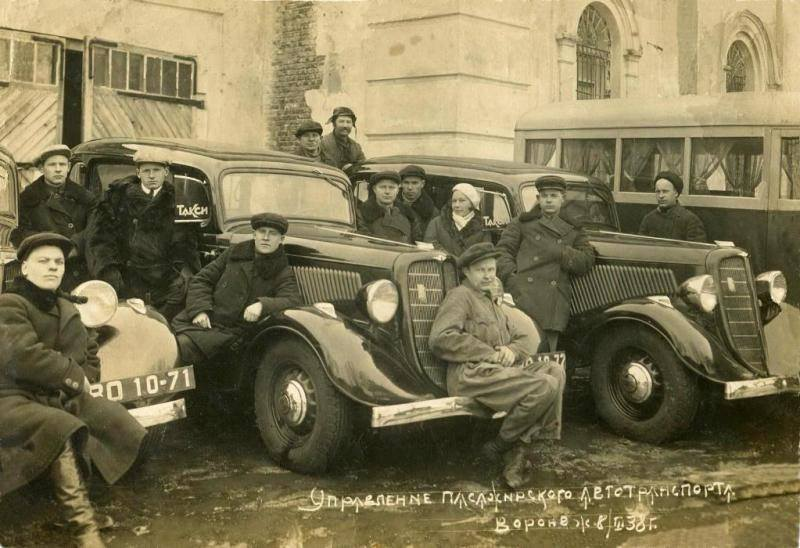
ГАЗ М-1 Воронежского такси в марте 1938 года

В 1930 году в Воронеже были размещены большой военный аэродром А и малый аэродром, запасные площадки, полигон для бомбометания и стрельб 11-й бригады тяжёлых бомбардировщиков ТБ-1 дальней авиации Московского военного округа ВВС РККА, которой командовал Александр Маркович Осадчий. 3 июля 1930 года главный комиссар военно-воздушных сил РККА Пётр Ионович Баранов издал приказ № 0476, согласно которому Леониду Григорьевичу Минову было необходимо провести в Воронеже первый учебно-тренировочный сбор по прыжкам с парашютом на базе 53-й эскадрильи. Поставленная задача была выполнена 26 июля 1930 года. Этот день считается днём рождения советского парашютного спорта. Первый учебно-тренировочный прыжок в истории СССР осуществил Л. Г. Минов с самолёта ФГ-62. Вторым прыгнул Я. Д. Мошковский, впоследствии первый в СССР начальник парашютной школы ОСОАВИАХИМа. После него прыгнули и другие. По заданию Климента Ефремовича Ворошилова учебно-тренировочные прыжки с парашютом повторили 29 июля. 31 июля подготовка к десантной операции была закончена. 2 августа 1930 года в двух километрах от Воронежа был сброшен первый советский военно-воздушный десант, состоявший из двенадцати человек. С тех пор 2 августа празднуется как день рождения Воздушно-десантных войск СССР, а впоследствии Воздушно-десантных войск России, Беларуси и других стран СНГ.
В 1930 году в состав города были включены рабочий поселок Придаченский и слобода Монастырщинка с хутором Дворики.

### Воронеж в годы Великой Отечественной войны
1941
23 июня 1941 года для воронежской милиции было введено казарменное положение; на фронт было отправлено более 8 тысяч милиционеров. В сентябре 1941 года был сформирован Воронежский добровольческий полк, который вошёл в состав 100-й стрелковой дивизии. За боевые подвиги и героизм личного состава 100-я стрелковая дивизия Приказом Народного Комиссара Обороны Союза ССР № 308 от 18 сентября 1941 года была преобразована в 1-ю гвардейскую стрелковую дивизию. В дивизию был включён в качестве сверхштатного (благодаря настойчивости секретаря Воронежского обкома партии Никитина) 4-й Воронежский добровольческий стрелковый полк. Полк впоследствии тоже стал гвардейским и закончил войну освобождением австрийской столицы Вены весной 1945 года.
В июне 1941 года, выполняя полученный в феврале государственный заказ, на Воронежском экскаваторном заводе имени Коминтерна собрали две пусковые установки БМ-13 («Катюша»), в июле — 30 установок, а в августе совместно с другими воронежскими заводами — более 100 установок. В Воронеже конструкция «Катюши» была усовершенствована так, что её изготовление стало проще, а время залпа было уменьшено с 5 минут до 15 секунд. Более 300 артиллерийских установок БМ-13, изготовленных в Воронеже, в декабре 1941 года участвовали в контрнаступлении под Москвой.
22 октября 1941 года был создан городской комитет обороны. 7 ноября 1941 года по указанию ставки в Воронеже в ознаменование годовщины победы Октябрьской социалистической революции был проведён парад войск. Таких парадов было всего три — в Москве, Куйбышеве и Воронеже.
1942

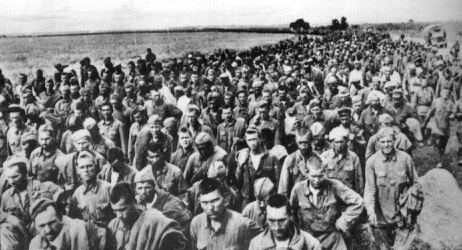
Пленные красноармейцы. Район Харькова, май 1942

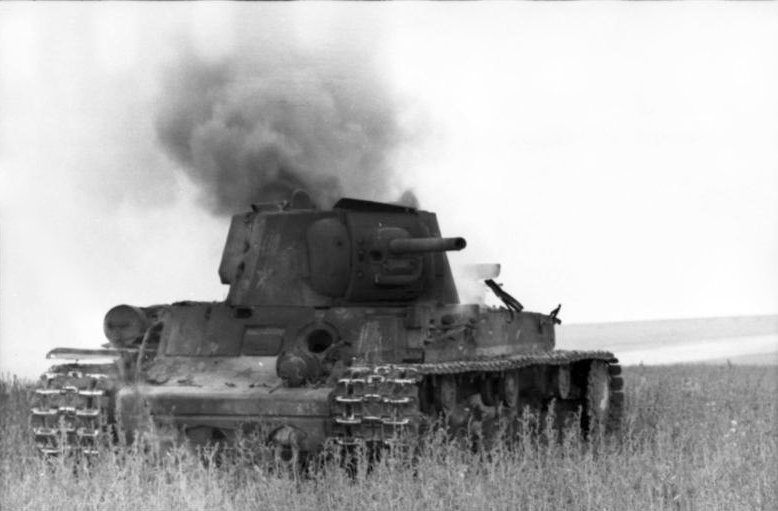
КВ-1, подбитый в боях под Воронежем

В мае 1942 года Красная армия потерпела тяжёлое поражение под Харьковом (на илл.), что открыло вермахту дорогу к Волге и на Кавказ. 28 июня немецкие войска начали наступление на Воронеж (смотри План «Блау»); оборона 13-й и 40-й армий Брянского фронта была прорвана и 4-я танковая армия вермахта стремительно двинулась в направлении Воронежа. 3 июля 24-я танковая дивизия форсировала Дон в районе Воронежа; на следующий день дивизия «Великая Германия» захватила переправы через Дон в городе. 6 июля захватила правобережную его часть. В тот же день город был подвергнут массированной бомбардировке с воздуха, в ходе которой бо́льшая его часть была разрушена. Территория левого берега, которая в 1930-е годы была включена в состав города, немецкими войсками захвачена не была. В результате обороны Воронежа в июле 1942 года под командованием Филиппа Ивановича Голикова и Николая Фёдоровича Ватутина был задержан на 4—5 дней прорыв немецкой группы армий к Сталинграду для окружения Юго-Западного фронта на Среднем Дону.

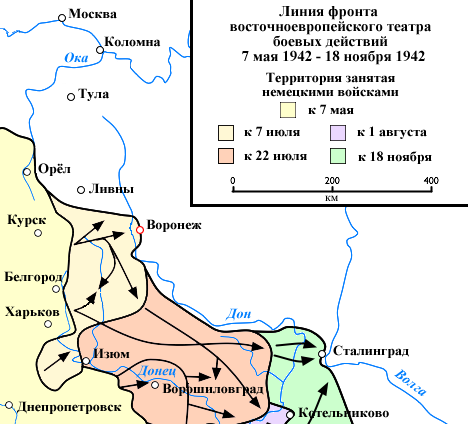
Фрагмент карты «Восточный фронт: май 1942 — ноябрь 1942» (город Воронеж выделен красным)

7 июля 1942 года был образован Воронежский фронт. К 10 июля советские войска освободили северо-восточную окраину Воронежа, а 12 июля начали первое частное наступление. В августе — сентябре 1942 года на правом берегу реки Воронеж был создан и расширен Чижовский плацдарм. С октября 1942 года по декабрь 1942 года велись позиционные бои местного значения, сковывая в районе Воронежа почти 10 дивизий 2-й немецкой армии. 25 января 1943 года в ходе Воронежско-Касторненской наступательной операции Воронеж был освобождён войсками 60-й армии под командованием генерала Ивана Даниловича Черняховского. В честь этого события были названы несколько улиц Воронежа: улица 25 января, улица 60-й армии, улица и площадь Генерала Черняховского, на которой впоследствии был установлен памятник генералу Черняховскому.
С 7 июля 1942 года по 25 января 1943 года Воронеж, частично находясь под немецкой оккупацией, понёс значительный ущерб. По данным комиссии Государственного контроля, в Воронеже было разрушено 18 тысяч домов (92 % всех жилых зданий). Во время оккупации немецкими военнослужащими осуществлялись массовые убийства мирных жителей Воронежа (в том числе женщин и детей).

### 1950—1980-е годы
К 1950 году восстановление Воронежа было завершено; были восстановлены многие здания и архитектурные памятники города. В 1954 году начались первые регулярные телевизионные передачи. В 1960 году появились первые троллейбусы. В 1950-60-е годы в городе заработали новые предприятия: Воронежский керамический завод, шинный завод, станкостроительный завод, завод тяжёлых механических прессов и др.

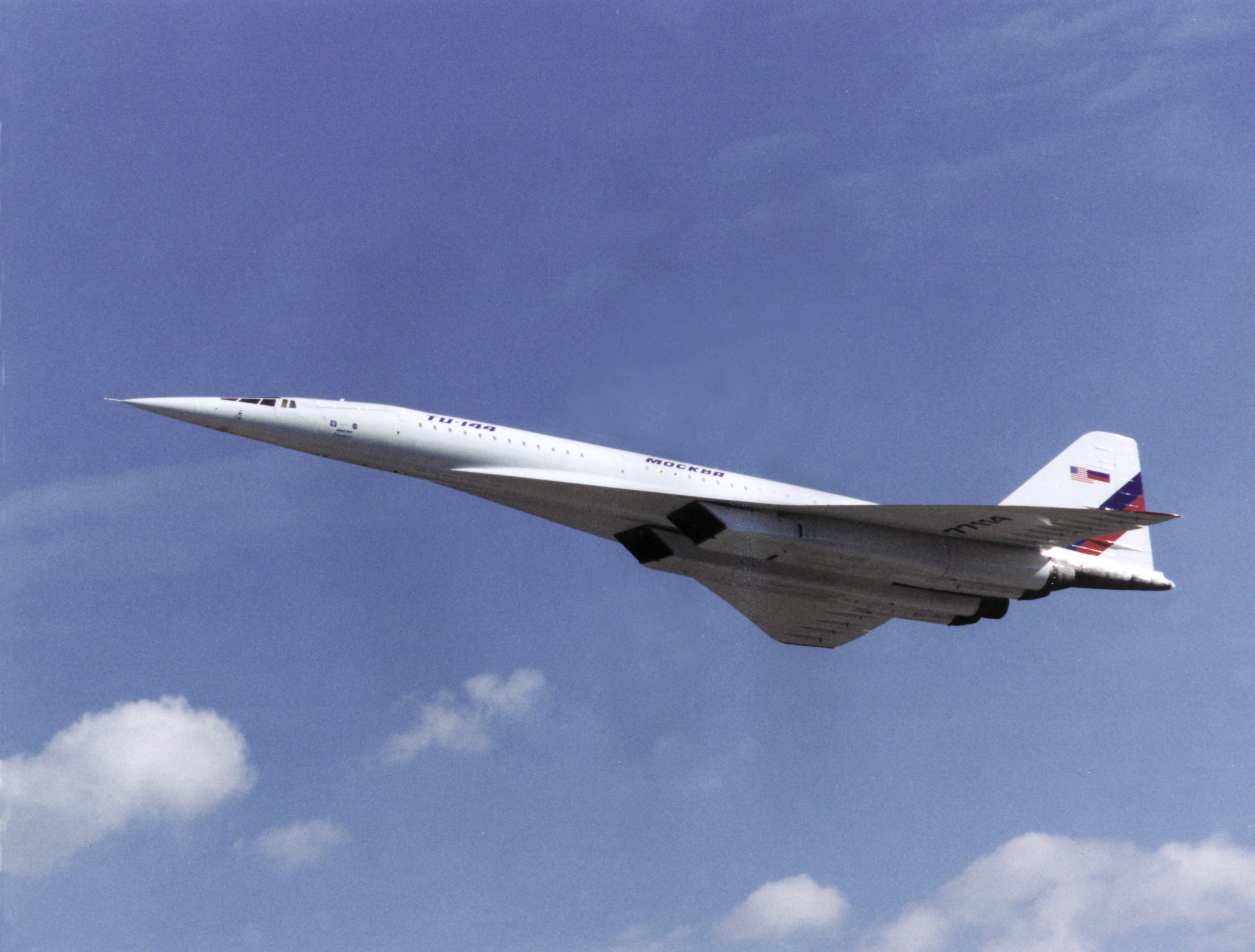
Сверхзвуковой пассажирский самолёт Ту-144ЛЛ «Летающая Лаборатория», пролетающий над аэродромом ЛИИ в Жуковском в ходе совместной лётной исследовательской программы с НАСА, 1998 год.

В конце 1950-х годов на воронежском предприятии КБХА был разработан кислородно-керосиновый жидкостный ракетный двигатель РД-105 для третьей ступени ракет-носителей «Луна», который позволил в 1959 году впервые в мире достичь второй космической скорости. На основе двигателя РД-105 был создан двигатель для третьей ступени ракеты-носителя космического корабля «Восток» с первым в мире космонавтом Юрием Алексеевичем Гагариным на борту. В Воронежском научно-исследовательском институте связи была создана система автоматической мобильной связи «Алтай» и мобильный телефон «Алтай-АС-1». Систему «Алтай» запустили в опытную эксплуатацию в Москве в 1963 году, а в 1967 году — в Воронеже. По некоторым данным это была первая в мире система такого типа. В 1968 году в Воронеже на Воронежском авиационном заводе было налажено производство первого в мире серийного сверхзвукового пассажирского самолёта Ту-144. В октябре 1977 года на заводе был построен первый советский аэробус (широкофюзеляжный самолёт) Ил-86. С 1993 года на авиазаводе выпускается первый советский дальнемагистральный широкофюзеляжный самолёт Ил-96.
6 мая 1975 года Воронеж был награждён Орденом Отечественной войны I степени. В честь этого события в городе построили площадь Победы рядом с проспектом Революции. 10 марта 1986 года Воронеж отмечал своё 400-летие и был награждён орденом Ленина.

### Современный период
В связи с распадом СССР произошло изменение политико-экономической ситуации в России. Крупнейшие промышленные предприятия Воронежа оказались на грани банкротства. Для преодоления экономического кризиса большинство из них вошли в концерны и холдинги с другими предприятиями. У городского хозяйства возникли большие проблемы (плохое состояние дорог, невозможность эксплуатации электротранспорта и др.). Уничтожение памятников архитектуры, незаконное строительство на территории исторического центра негативно влияло на культурную жизнь в городе.
Тем не менее, несмотря на указанные проблемы, с конца 80-х годов в Воронеже произошли значительные политические и культурные события. 11 июня 1989 года в Воронеже было основано колокололитейное предприятие. В 1990 году Министерство культуры и Госстрой РСФСР внесли Воронеж в список исторических городов России. В 1983 году, в 6,5 км от черты города, было начато строительство Воронежской атомной станции теплоснабжения, которое было приостановлено на основе проведённого среди воронежцев референдума. В 90-е годы XX века многие церкви были возвращены епархии; была продолжена (а в некоторых случаях начата) их реставрация. Построено множество храмов.

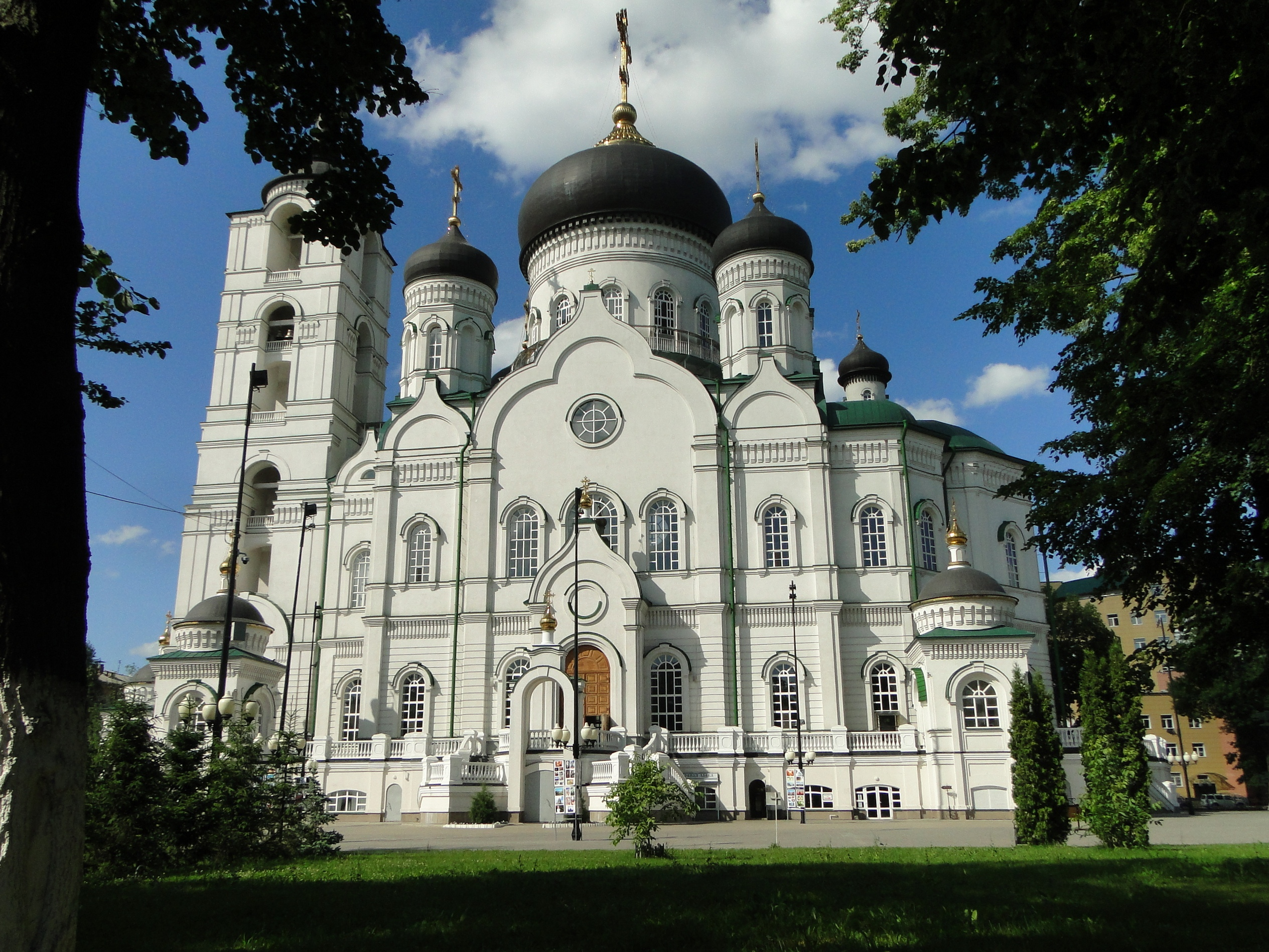
Благовещенский кафедральный собор

В 2009 году взамен уничтоженного был построен новый Благовещенский кафедральный собор. В 2003 году Воронеж был выбран столицей празднования Дня славянской культуры и письменности. В 2005 году в Воронеже состоялся первый Всероссийский фестиваль виолончельного искусства. 15 апреля 2009 года был полностью ликвидирован трамвайный транспорт.
20 августа 2010 года на заводе «Тяжмехпресс» был впервые в мире создан кривошипный горячештамповочный пресс усилием 14 000 тонносил модели КБ 8552. На территории городского микрорайона Масловка Правительство Воронежской области при поддержке Инвестиционного фонда России реализует проект создания индустриального парка «Масловский» для размещения более 100 новых предприятий, в том числе и трансформаторного завода компании Siemens. 7 сентября 2011 года в Воронеже открылся глобальный центр эксплуатации сетей компании Nokia Networks, который стал пятым в мире и первым в России.
С 10 по 17 сентября 2011 года Воронеж отмечал своё 425-летие. Юбилею города был присвоен статус федерального масштаба, что позволило привлечь крупные инвестиции из федерального и областного бюджетов для благоустройства города.
17 декабря 2012 года Воронеж стал 15-м в России городом-миллионником.
24 июня 2023 года в городском округе бойцы ЧВК «Вагнер» взяли под свой контроль военные объекты в ходе Мятежа Пригожина.

## Награды
Указом Президиума Верховного совета СССР от 6 мая 1975 года город Воронеж был награждён Орденом Отечественной войны I степени: «За мужество и героизм в годы Великой Отечественной войны и успехи в развитии народного хозяйства наградить город Воронеж орденом Отечественной войны I степени». Указ был подписан Председателем Президиума Верховного совета СССР Николаем Викторовичем Подгорным и Секретарём Президиума Верховного совета СССР М. П. Георгадзе.

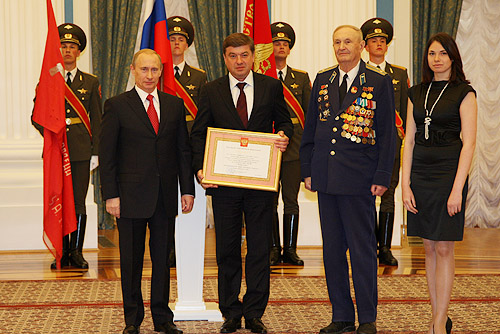
Вручение грамоты о присвоении Воронежу почётного звания «Город воинской славы». Москва. Кремль. 2008 год

Указом Президиумом Верховного совета СССР от 10 мая 1986 года город Воронеж был награждён Орденом Ленина: «За большие заслуги трудящихся города в революционном движении, их вклад в борьбу с немецко-фашистскими захватчиками в годы Великой Отечественной войны, успехи, достигнутые в хозяйственном и культурном строительстве, и в связи с 400-летием со времени основания наградить город Воронеж орденом Ленина». Указ был подписан Председателем Президиума Верховного совета СССР Андреем Андреевичем Громыко и Секретарём Президиума Верховного совета СССР Т. Ментешашвили.

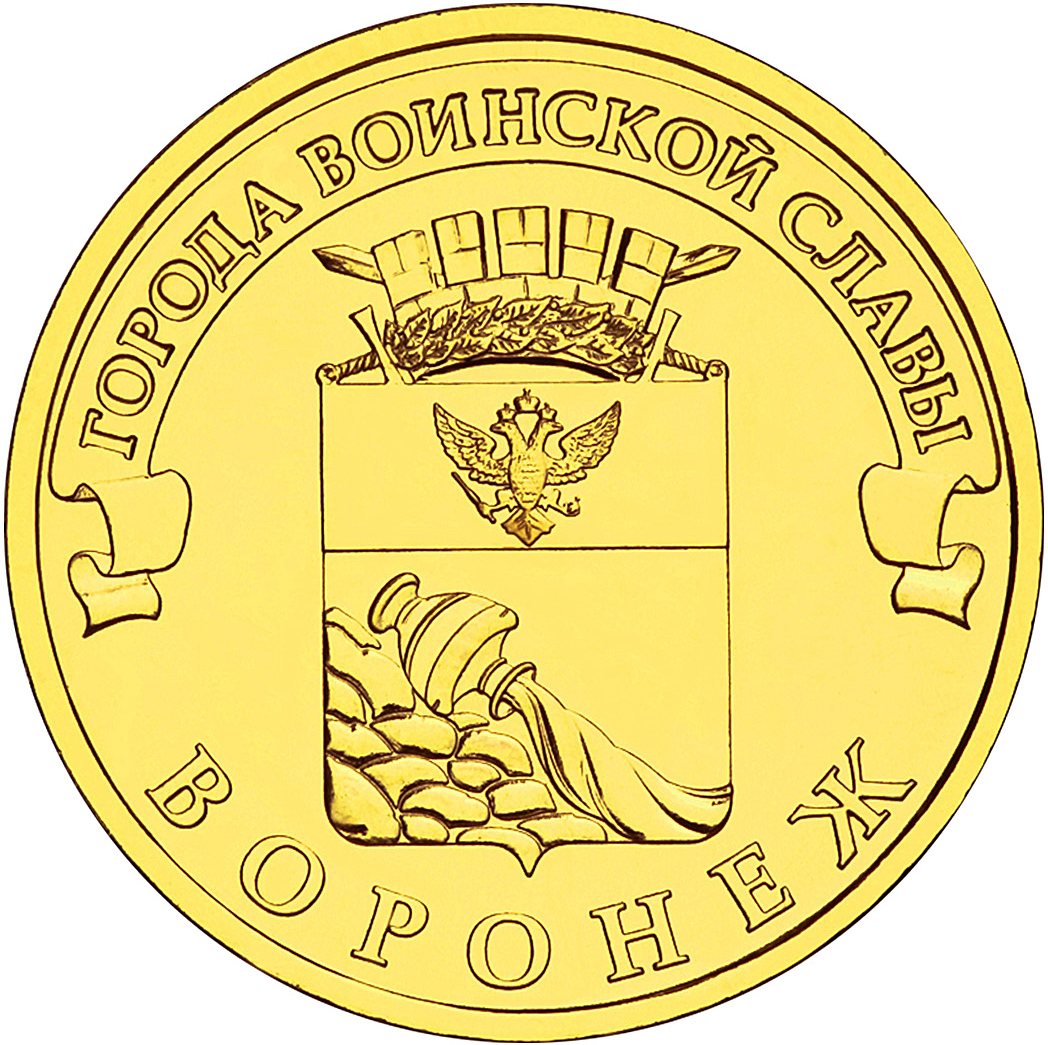
Памятная монета Банка России номиналом 10 рублей (2012) из серии «Города воинской славы»

Указом Президента РФ от 16 февраля 2008 года № 206 за мужество, стойкость и массовый героизм, проявленный защитниками города в борьбе за свободу и независимость Отечества, Воронежу присвоено почётное звание «Город воинской славы».
Согласно решению Международного благотворительного фонда «Меценаты столетия» город Воронеж стал кавалером ордена «Меценат».
С 1990 по 2010 год Воронеж входил в список исторических городов России.
В честь Воронежа назван астероид (1976) и атомный подводный ракетный крейсер (1993), а два кратера на Луне носят имена жителей города — Феоктистов (1970) и Косберг (1976). В 2006 году при строительстве первого в России и мире архитектурно-паркового комплекса «Добрый ангел мира» в его основание было заложено и имя города.

## Символика
Герб и флаг города Воронежа составлены по правилам и соответствующим традициям геральдики и отражают исторические, культурные, социально-экономические, национальные и другие местные традиции. Основой композиции герба Воронежа является исторический герб города, Высочайше утверждённый 21 сентября 1781 года (по старому стилю), подлинное описание которого гласит: «Щит разделён надвое: в золотом поле двуглавый орёл, а в красном поле опрокинутый сосуд, из которого истекает река Воронеж». Двуглавый орёл в золотом поле был пожалован городу Воронежу в знак особых заслуг в становлении и развитии государства российского. Орденские ленты, выходящие из-за щита, и щитодержатели — древнерусские витязи, воины — символизируют заслуги воронежцев при обороне русских земель на протяжении веков.
Также свои гербы имеют Воронежский государственный аграрный университет имени Императора Петра I, Воронежский государственный медицинский университет имени Н. Н. Бурденко, Воронежский государственный университет, Воронежский государственный архитектурно-строительный университет и другие городские учреждения. В конце 2008 года воронежский храм Святителя Николая Чудотворца стал первым храмом в России, получившим церковный герб.

## Физико-географическая характеристика

### Географическое положение

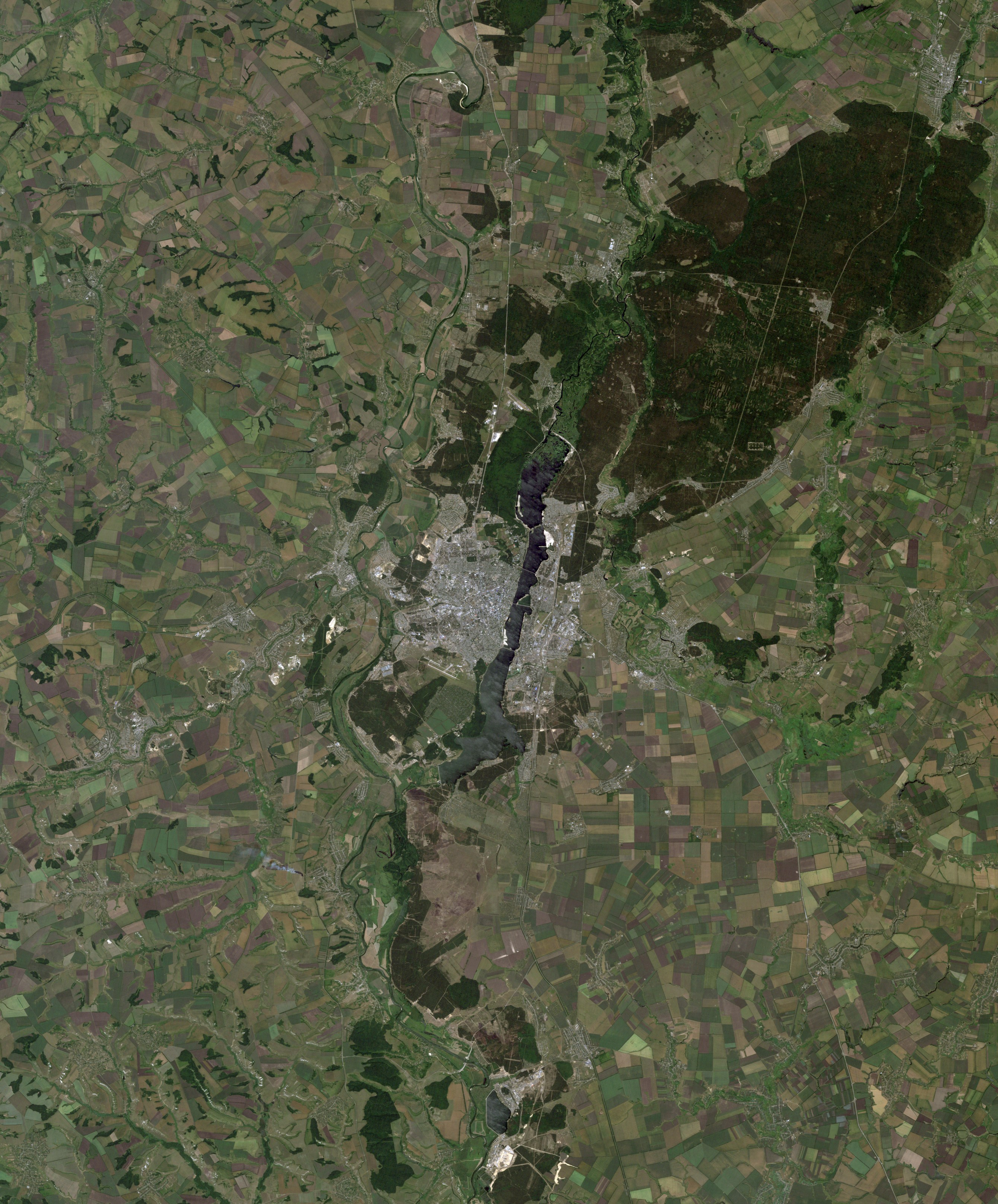
Воронеж и его окрестности, космический снимок LandSat-5, 24 июня 2010 г.

Город Воронеж расположен в европейской части России на границе Среднерусской возвышенности и Окско-Донской равнины между 51° 29’ (сады южнее посёлка имени Будённого) и 51° 54’ северной широты (кордон Чистый); и 39° 01’ (восточнее Тенистого) и 39° 40’ (Толши) восточной долготы. В природном отношении город располагается на юге среднерусской лесостепи. Воронеж находится обоих берегах реки Воронеж, в 12 км от её впадения в реку Дон, в 463 км в юго-юго-восточном направлении от Москвы. В Воронеж входит отдалённый микрорайон-эксклав Краснолесный, который со всех сторон окружён территорией Верхнехавского района. Площадь городского округа — 596,51 км².
| С-З | Минск ~ 971 км Брянск ~ 478 км Орёл ~ 345 км            | Санкт-Петербург ~ 1243 км Москва ~ 515 км Тула ~ 345 км Липецк ~ 128 км М4       | Самара ~ 876 км Нижний Новгород ~ 721 км Саранск ~ 617 км Пенза ~ 510 км Тамбов ~ 218 км Р193 | С-В |
| З   | Р298 Курск ~ 231 км Киев ~ 700 км Львов ~ 1209 км       | Роза ветров                                                                      | Р298 Саратов ~ 510 км Екатеринбург ~ 1755 км Новосибирск ~ 3191 км                            | В   |
| Ю-З | Р189 Белгород ~ 255 км Харьков ~ 326 км Одесса ~ 990 км | М4 Луганск ~ 467 км Ростов-на-Дону ~ 563 км Краснодар ~ 834 км Тбилиси ~ 1420 км | Р22 Волгоград ~ 568 км Астрахань ~ 998 км Баку ~ 1784 км                                      | Ю-В |

### Часовая зона
Воронеж находится в часовой зоне МСК (московское время). Смещение применяемого времени относительно UTC составляет +3:00.
В соответствии с применяемым временем и географической долготой средний солнечный полдень в Воронеже наступает в 12:23.

### Климат
Воронеж расположен в зоне умеренного климата. Зима умеренно-морозная, слегка теплее московской, с устойчивым снежным покровом, который образуется к концу ноября (в последние годы, однако, имеет тенденцию к образованию в более поздние сроки: к середине, а то и к концу декабря). Довольно часто бывают оттепели, сопровождающиеся дождями (особенно в декабре), также довольно часто бывают понижения температуры ниже −20 °C, которые могут продолжаться до недели и более. Лето тёплое, даже жаркое (особенно июль и первая половина августа), в отдельные годы — дождливое, в отдельные годы — засушливое. Осень мягкая и дождливая. Воронежское водохранилище покрывается льдом в конце ноября — начале декабря. Весенний ледоход длится с марта по апрель.* Среднегодовая температура — +7,5 °C (в среднем температура воздуха в городе превышает +15 °C 107 дней)
- Среднегодовая скорость ветра — 3,2 м/с
- Среднегодовая влажность воздуха — 74 %
- Среднегодовое количество осадков — 520—550 мм[131].

| Показатель                    | Янв.  | Фев.  | Март | Апр.  | Май  | Июнь | Июль | Авг. | Сен. | Окт.  | Нояб. | Дек.  | Год   |
| ----------------------------- | ----- | ----- | ---- | ----- | ---- | ---- | ---- | ---- | ---- | ----- | ----- | ----- | ----- |
| Абсолютный максимум, °C       | 8,0   | 11,0  | 19,4 | 29,2  | 35,7 | 38,9 | 40,1 | 40,5 | 34,4 | 26,5  | 18,1  | 12,4  | 40,5  |
| Средний суточный максимум, °C | −3,4  | −2,6  | 3,6  | 14,4  | 21,7 | 25,0 | 27,2 | 26,5 | 19,7 | 11,5  | 3,0   | −1,9  | 12,1  |
| Средняя температура, °C       | −6    | −5,7  | −0,3 | 8,7   | 15,5 | 19,1 | 21,1 | 19,9 | 14,0 | 7,4   | 0,4   | −4,3  | 7,5   |
| Средний суточный минимум, °C  | −8,5  | −8,5  | −3,5 | 3,9   | 9,8  | 13,7 | 15,6 | 14,2 | 9,2  | 4,0   | −1,9  | −6,6  | 3,5   |
| Абсолютный минимум, °C        | −36,5 | −36,2 | −32  | −16,8 | −3,3 | −1,6 | 5,0  | 0,4  | −5,2 | −15,2 | −25,1 | −33,4 | −36,5 |
| Норма осадков, мм             | 42    | 39    | 38   | 41    | 48   | 61   | 58   | 52   | 51   | 51    | 43    | 48    | 572   |
| Источник: Погода и Климат     |       |       |      |       |      |      |      |      |      |       |       |       |       |

| Показатель                        | Янв.  | Фев. | Март | Апр. | Май  | Июнь | Июль | Авг. | Сен. | Окт. | Нояб. | Дек. | Год  |
| --------------------------------- | ----- | ---- | ---- | ---- | ---- | ---- | ---- | ---- | ---- | ---- | ----- | ---- | ---- |
| Средний суточный максимум, °C     | −5,8  | −4,4 | 3,4  | 14,5 | 21,4 | 25,0 | 28,5 | 27,1 | 19,9 | 10,9 | 3,9   | −1,1 | 11,9 |
| Средняя температура, °C           | −7,6  | −6,9 | 0,4  | 9,5  | 15,8 | 19,6 | 22,7 | 21,3 | 14,9 | 7,7  | 1,7   | −2,1 | 8,1  |
| Средний суточный минимум, °C      | −10,3 | −8,4 | −2,6 | 4,3  | 10,2 | 14,1 | 16,9 | 15,3 | 9,8  | 4,1  | −0,3  | −4,7 | 4,0  |
| Источник: www.weatheronline.co.uk |       |      |      |      |      |      |      |      |      |      |       |      |      |

### Рельеф
Территория города Воронежа обладает контрастным рельефом, что определяется расположением города в пределах динамически активной структуры шириной около 30 км — Кривоборского прогиба, располагающегося на границе Среднерусской возвышенности и Окско-Донской равнины. Окско-Донская равнина опускается со скоростью 5,5 мм в год, а Среднерусская возвышенность поднимается. Такое движение становится причиной микросейсмических колебаний почвы, амплитуда которых превышает фоновую почти в 6 раз. На уровень микросейсмичности влияет наличие Воронежского водохранилища и развитой городской инфраструктуры.
Правобережная часть города находится на холмистом плато с абсолютными отметками от 100 до 160 м, а левая — в пониженной плоскоравнинной местности, которая постепенно переходит в речную террасу. Характер рельефа местности отразился в названиях улиц города: Базарная гора, Гора металлистов, Красная гора, Кубанская гора, Мясная гора (ныне участок улицы Театральной), Песчаная гора и Ремесленная гора.

### Гидрография

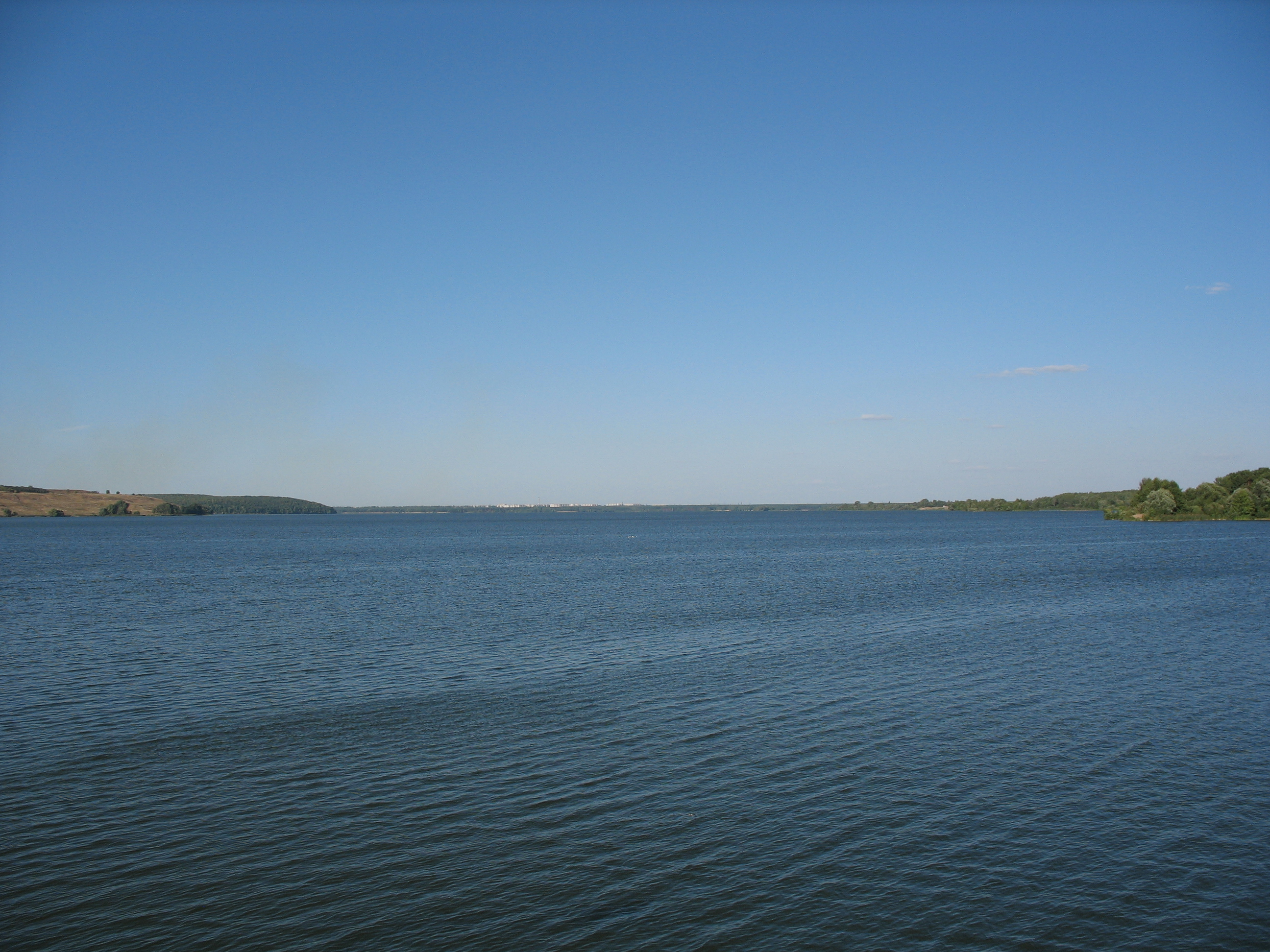
Воронежское водохранилище

Воронеж располагается на правом и левом берегах реки Воронеж. Во время весеннего половодья реку Воронеж подпирает река Дон. Весной 1942, 1945, 1947, 1970 и 1971 годов наблюдалось обратное течение. После создания на реке Воронежского водохранилища это явление прекратилось.
Воронежское водохранилище — самое крупное водохранилище в Центральном черноземье. Площадь водного зеркала Воронежского водохранилища составляет 70 км². Его длина и ширина равны 35 км и 2 км. Средняя глубина водоёма — 2,9 м, а общий объём — 204 млн м³. В настоящее время сильно загрязнено. Ведутся работы по увеличению средней глубины водоёма с целью его очистки.
В черте города протекают реки Дон, Усманка, Песчанка; ручей Голубой Дунай (официальное название — Песчаный Лог); находятся озёра Большое, Круглое, Карьерное и несколько малых. В 2001 году учёными Воронежского государственного университета был составлен каталог родников города Воронежа, в котором зарегистрировано 17 источников: родники в центральном парке, санатории им. М. Горького, посёлке Сомово и др.

### Растительность

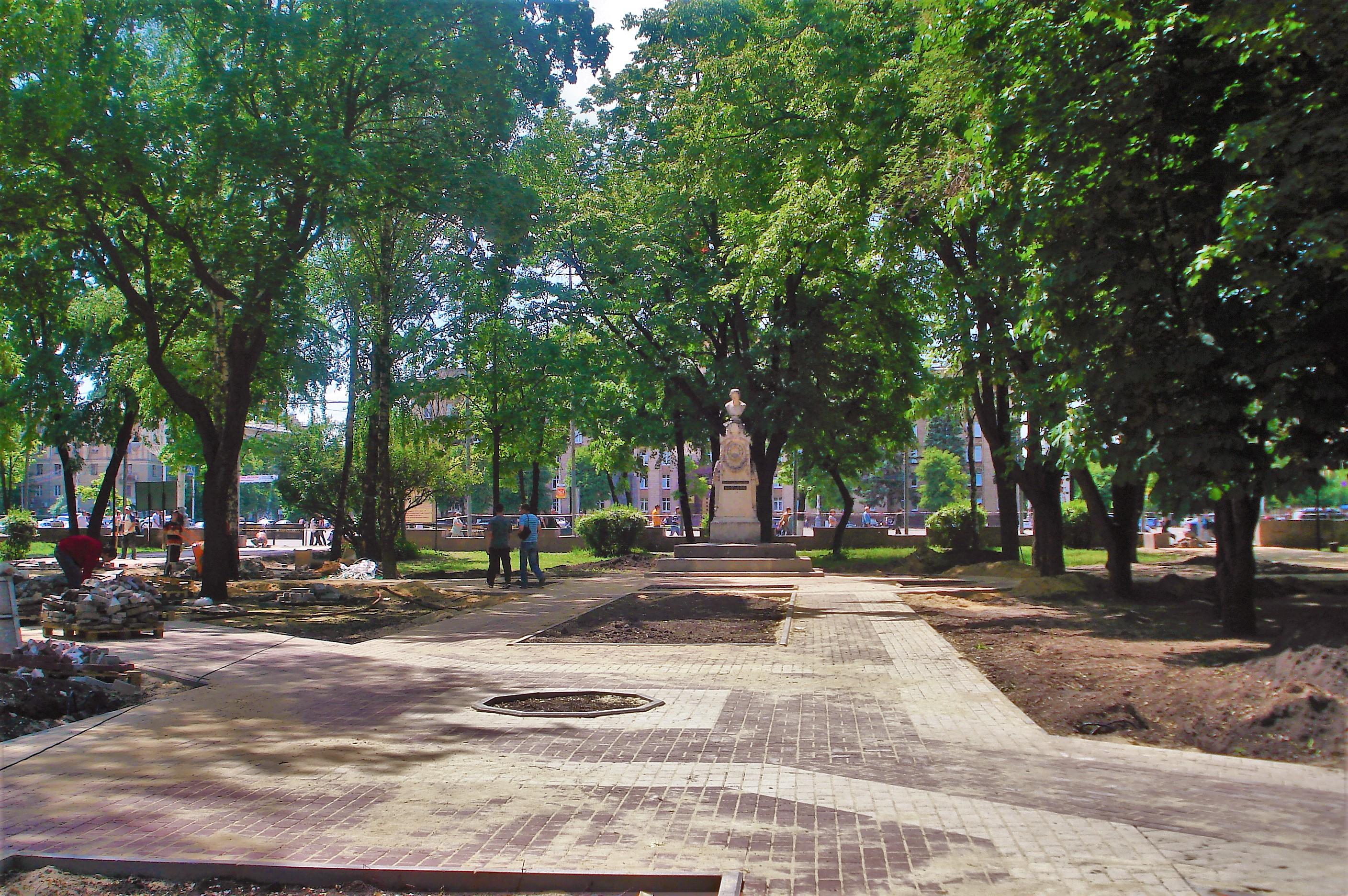
Кольцовский сквер

Среди городской застройки растительность представлена преимущественно парками и скверами: Кольцовский сквер, Петровский сквер, Центральный детский парк «Орлёнок», парк «Алые паруса», парк «Танаис», Комсомольский парк, Парк авиастроителей, Воронежский центральный парк, парк «Дельфин», парк «Южный», дендрарий рядом с ВГЛТУ и др. Территории, занятые памятниками природы и садово-паркового искусства с особо ценными породами деревьев, относятся к особо охраняемым озеленённым территориям. В них растут каштан, дуб, ясень, клён остролистный, липа, лиственница, ель, сосна, плакучая ива, тополь пирамидальный, рябина, туя, пихта, можжевельник, катальпа. На побережье Воронежского водохранилища растёт козья ива (Salix caprea L.), чернотал (S. pentandra L.), берёза повислая (Betula pendula Roth), сосна меловая (Pinus sylvestris L.) и др.
Одим из старейших деревьев города является сосна возрастом около 300 лет.

### Животный мир
В созданном в 1972 году Воронежском водохранилище обитают множество насекомых, рыб и ракообразных. В самоочищении водоёма велика роль рачков Daphnia и Chydorus spharicus, а также личинок комаров-хирономид (особенно вида Chironomus plumosus) и двустворчатых моллюсков. В весенне-летнее время участки мели на водохранилище хорошо прогреваются и становятся местом для размножения комаров, что определяет численность городской популяции этих насекомых и оказывает некоторое воздействие на количество птиц (воробьёв, серых ворон, галок, грачей, скворцов, голубей и др.) и летучих мышей в Воронеже. В городе и пригороде встречаются лисицы, зайцы, дикие утки, ужи и гадюки. Зимой до льду водохранилища в городскую черту для охоты на бездомных собак и собак на свободном выгуле заходят волки. В частности их наблюдали с лодочной станции. В 2024 году в Центральном парке было обнаружено и отловлено 5 ядовитых гадюк. Самая большая популяция этих змей отмечается в лесной зоне и посадках микрорайона Шилово.
В декабре 1994 года в Воронеже был открыт Воронежский зоосад, который в 2009 году получил статус зоопарка. В 2000 году «Информационный сборник евро-азиатской региональной ассоциации зоопарков и аквариумов» (EARAZA) внёс Воронежский зоосад в свой список.
Голубеводами Воронежа разводятся воронежские белозобые голуби, что отразилось в названии этой породы. В городе также много кинологических клубов. Развита сеть зоомагазинов. Несколько раз в год в городе проходят выставки кошек и собак. В городе существуют проблемы бродячих животных — собак и кошек. Для их решения в Воронеже работают несколько общественных организаций.

### Экологическое состояние

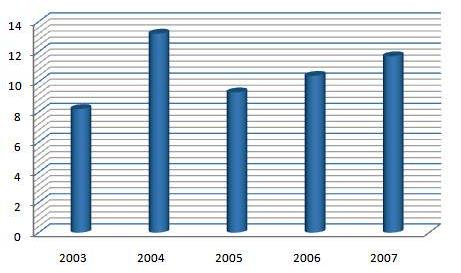
Выбросы загрязнений в атмосферу в Воронеже (тыс. тонн)

Воронеж как крупный промышленный центр характеризуется концентрацией антропогенных объектов на ограниченной территории, оказывающих негативное воздействие на компоненты природной среды. Суммарная масса выбросов от городских стационарных источников с 2000 года по 2003 год составляла 28,699 тыс. тонн, среди которых твёрдых — 6,794 тыс. тонн, а газообразных — 21,905 тыс. тонн. Существенное влияние на атмосферу оказывает автотранспорт. Выбросы от автотранспорта составляют около 90 процентов от общего загрязнения атмосферы. В марте 2007 года специалистами областного центра по гидрометеорологии и мониторингу окружающей среды было отмечено превышение предельно-допустимых концентраций содержания диоксидов серы и азота в воздухе города Воронежа. По данным областного информационного фонда социально-гигиенического мониторинга, показатель суммарного загрязнения атмосферного воздуха в 2007 году — 6,76, а в 2008 году был равен 3,72.
По результатам социально-гигиенического мониторинга суммарный показатель химического загрязнения почвы в 2008 году в Воронеже был равен 3,8 при допустимом значении до 16. В почве были обнаружены свинец, цинк, медь и кадмий.
Воды Воронежского водохранилища и родников на территории города также загрязнены. Согласно результатам исследований, проведённых управлением Роспотребнадзора Воронежской области 27 декабря 2013 года и 9 января 2014 года, вода не соответствует гигиеническим требованиям по микробиологическим показателям.
Другой экологической проблемой Воронежа является уборка и утилизация мусора. Новый полигон твёрдых бытовых отходов был открыт в ноябре 2011 года.
По данным Министерства природных ресурсов и экологии, в 2014 году Воронеж занял 4 место из 94 крупных городов, и 2-е место среди городов-миллионеров, в Рейтинге экологичного развития городов России, а в 2016 году Воронеж поднялся на 3-е место в России из 103 городов Российской Федерации. Так, областным экологам за счёт надзорных мероприятий и комплексной схемы обращения с отходами удалось сократить количество несанкционированных свалок. Кроме этого, с 2013 года департамент природных ресурсов и экологии Воронежской области активно занимается улучшением состояния водных объектов: ведётся расчистка реки Усмань, разработана концепция обновления Воронежского водохранилища. Парковые зоны города за последние годы кардинально поменялись как качественно, так и количественно.

## Административное деление

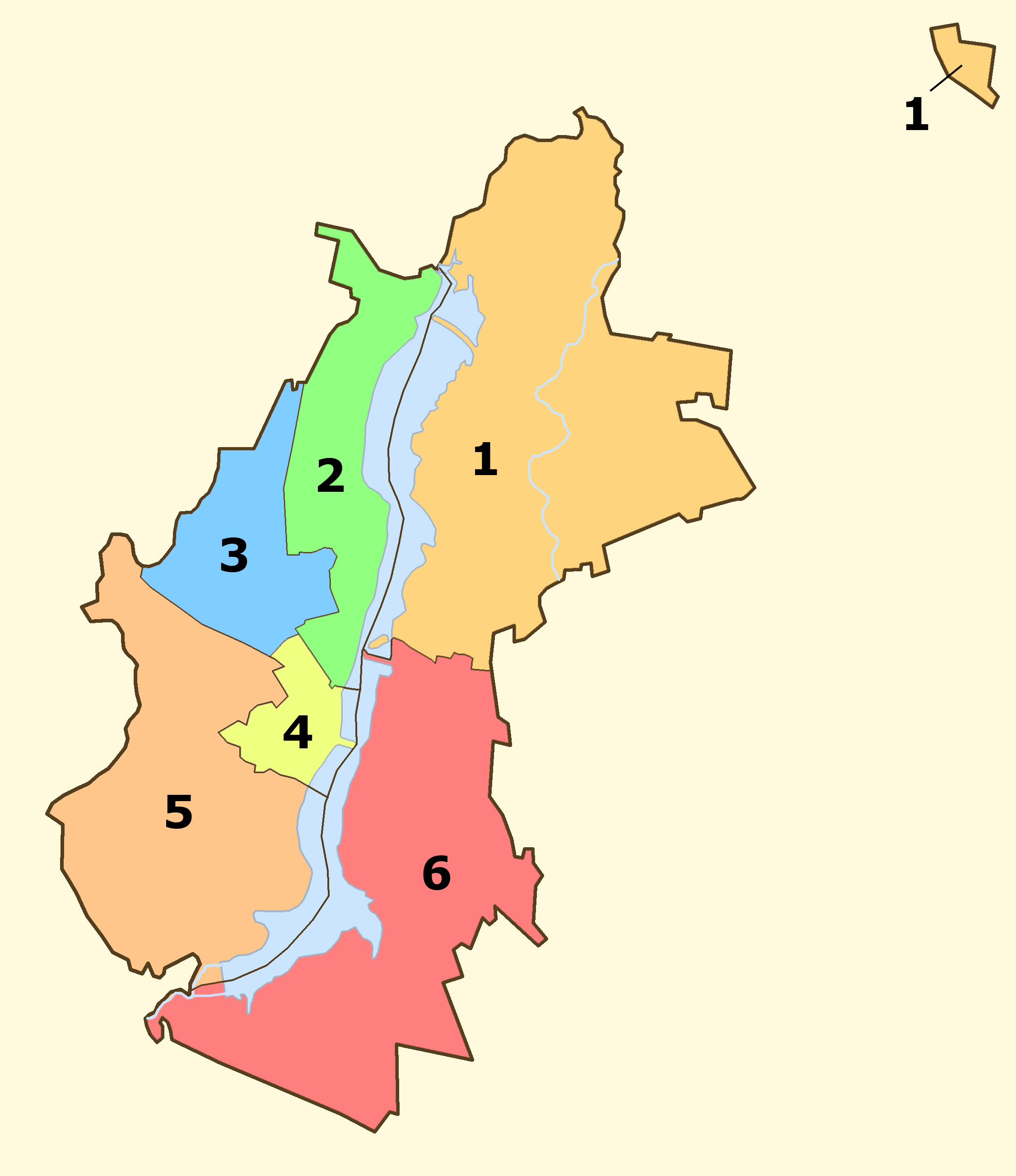
Городские районы Воронежа:
1. Железнодорожный
2. Центральный
3. Коминтерновский
4. Ленинский
5. Советский
6. Левобережный

Городской округ на административной карте области

Город разделён на 6 городских районов, которые, согласно Уставу города, не являются муниципальными образованиями: Железнодорожный, Коминтерновский, Левобережный, Ленинский, Советский и Центральный. Два района — Железнодорожный и Левобережный находятся на левом берегу Воронежского водохранилища, остальные — на правом. Крупнейшим по площади является Железнодорожный район, а самым маленьким — Ленинский.
Город образует административно-территориальную единицу и муниципальное образование городской округ город Воронеж с единственным населённым пунктом в его составе.
Функции органов власти в районах выполняют управы, являющиеся территориальными исполнительно-распорядительными органами администрации города. Во главе управ стоят руководители, которые назначаются на должность главой городского округа по согласованию с городской думой.
С 1 февраля 2021 года районы Воронежа исключены из ОКАТО.

## Органы власти
С 1658 года Воронеж подчинялся воеводе Белгородского разряда, так как находился в составе Белгородской черты.
В 1620-х годах расследованием правонарушений в Воронеже занимался губной староста, который избирался местным населением. Он должен был быть из дворян или боярских детей. Губной староста подчинялся Разбойному приказу (через несколько веков на его основе было создано Министерство внутренних дел). Между губным старостой и воеводой часто возникали разногласия из-за одинаковых обязанностей.
В 1696 году Пётр I ввёл новую должность адмиралтейца, которому и стал подчиняться воевода. Затем должность воеводы была упразднена, а название этой должности постепенно было изъято из русского языка.
21 марта 1701 года для того, чтобы улучшить организацию строительства кораблей, Воронеж административно был передан Адмиралтейскому приказу под руководством Ф. М. Апраксина. Под влиянием Крестьянской войны (1773—1775) в 1775 году в России началась новая административная реформа, в ходе которой появилась должность наместника. Он наделялся чрезвычайными полномочиями и подчинялся только императрице. Воронежское наместничество было создано в 1779 году. 16 февраля 1782 года наместником Воронежским и Харьковским указом императрицы Екатерины II был назначен Василий Алексеевич Чертков. При нём в Воронеже были созданы органы самоуправления: Дворянское депутатское собрание и городская Дума.

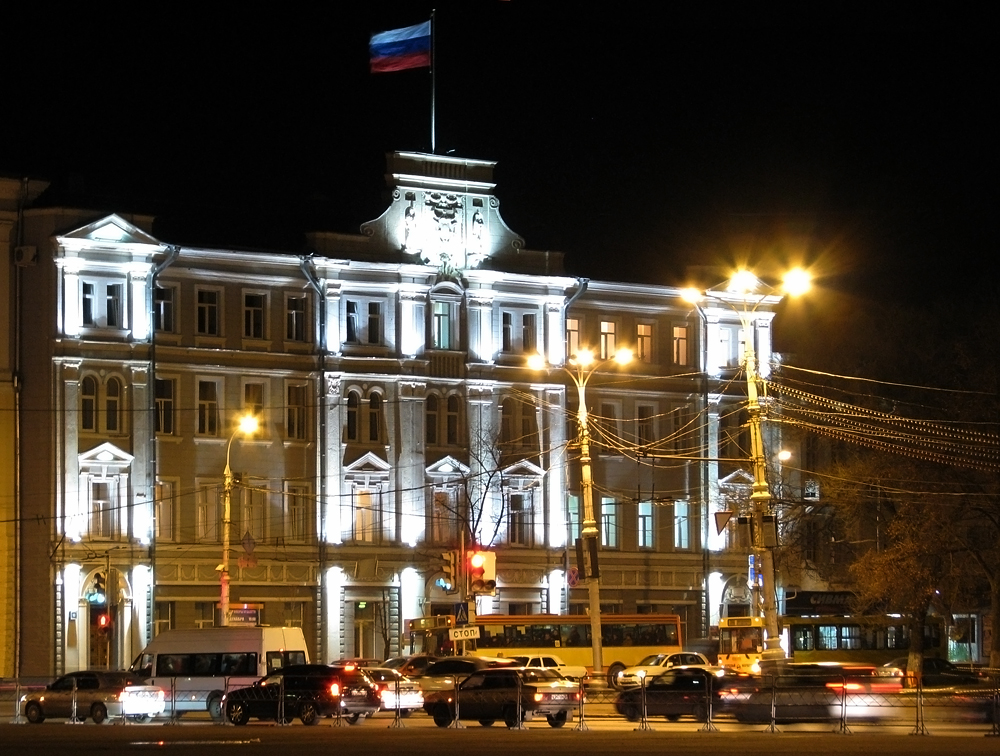
Администрация городского округа город Воронеж

Представительным органом местного самоуправления в городе является Воронежская городская дума (с 1993 по 2002 год — Воронежский городской муниципальный совет), которая, в соответствии с Уставом города, состоит из 36 депутатов, избираемых от 18 двухмандатных округов. Для реализации своих контрольных полномочий городская дума формирует контрольный орган — контрольно-счётную палату городского округа, положение о которой утверждается городской думой. С февраля 2009 года работает общественная городская палата. Исполнительную власть в городе осуществляет администрация городского округа город Воронеж. Администрацией городского округа руководит глава города на принципах единоначалия.
25 декабря 2017 временно исполняющим обязанности главы города, а 4 апреля 2018 года главой города был назначен Вадим Кстенин, который досрочно ушел 29 июня 2024 года. С этого дня временно исполняющим обязанности назначен Сергей Андреевич Петрин, он же 28 августа избран мэром.
На территории Воронежа находятся также органы власти Воронежской области, а также территориальные управления и отделы федеральных органов власти.

## Население
| 1615       | 1626       | 1676       | 1777       | 1811       | 1818       | 1840       | 1856       | 1860       | 1863       |
| ---------- | ---------- | ---------- | ---------- | ---------- | ---------- | ---------- | ---------- | ---------- | ---------- |
| 7000       | ↘2000      | ↗5000      | ↗13 000    | ↗22 100    | ↘20 000    | ↗43 800    | ↘37 700    | ↗40 000    | ↗40 900    |
| 1897       | 1913       | 1914       | 1920       | 1923       | 1926       | 1931       | 1933       | 1937       | 1939       |
| ↗80 599    | ↗94 800    | ↘93 700    | ↘90 000    | ↗95 000    | ↗118 191   | ↗161 570   | ↗212 400   | ↗298 257   | ↗326 932   |
| 1956       | 1959       | 1962       | 1967       | 1970       | 1973       | 1975       | 1976       | 1979       | 1982       |
| ↗400 000   | ↗447 164   | ↗516 000   | ↗611 000   | ↗660 182   | ↗713 000   | ↗749 000   | →749 000   | ↗782 950   | ↗820 000   |
| 1985       | 1986       | 1987       | 1989       | 1990       | 1991       | 1992       | 1993       | 1994       | 1995       |
| ↗851 000   | ↗856 000   | ↗872 000   | ↗886 844   | ↗890 000   | ↗900 000   | ↗902 000   | ↗903 000   | ↗905 000   | ↘903 000   |
| 1996       | 1997       | 1998       | 1999       | 2000       | 2001       | 2002       | 2003       | 2004       | 2005       |
| ↗904 000   | ↗910 000   | ↘904 000   | ↗908 900   | ↘907 700   | ↘901 800   | ↘848 752   | ↗850 000   | ↘849 800   | ↘848 800   |
| 2006       | 2007       | 2008       | 2009       | 2010       | 2011       | 2012       | 2013       | 2014       | 2015       |
| ↘846 300   | ↘840 700   | ↘839 900   | ↗843 496   | ↗889 680   | ↗979 884   | ↗991 269   | ↗1 003 638 | ↗1 014 610 | ↗1 023 570 |
| 2016       | 2017       | 2018       | 2019       | 2020       | 2021       | 2023       | 2024       | 2025       |            |
| ↗1 032 382 | ↗1 039 801 | ↗1 047 549 | ↗1 054 111 | ↗1 058 261 | ↘1 057 681 | ↘1 051 995 | ↘1 046 425 | ↘1 041 722 |            |

На 1 января 2025 года по численности населения город находился на 14-м месте из 1124 городов Российской Федерации.
На рубеже XIX — XX веков в Воронеже насчитывалось 61 053 жителя, в том числе женщин — 28 360. Число родившихся в 1890 году достигло 2281, число умерших — 1998 обоих полов. Развитие промышленности в Воронеже привело к тому, что численность населения в 1913 году составила 94,8 тыс. человек. Из них 15 тыс. работали в промышленном секторе. По численности населения Воронеж в 1913 году входил в двадцатку крупнейших городов Российской империи.
На 1 января 2020 года население города составляло 1 058 261 (в границах городского округа — 928 505). В 2010 году в городской округ были включены более двух десятков пригородных посёлков, после чего численность его населения на 1 января 2012 года составила 991,3 тыс. человек. 17 декабря 2012 года в Воронеже родился миллионный житель.
Ещё не являясь городом-миллионером, Воронеж образовал Воронежскую агломерацию численностью 1,3 миллиона человек и площадью 10,5 тысяч км², которая включает, помимо городского округа город Воронеж, также городской округ город Нововоронеж и муниципальные районы: Семилукский, Нижнедевицкий, Верхнехавский, Новоусманский, Каширский, Рамонский и Хохольский, а также части Лискинского, Острогожского и Панинского районов.
Самым населённым является Коминтерновский район.
| Название района | Население |
| --------------- | --------- |
| Железнодорожный | ↗106 751  |
| Коминтерновский | ↗273 243  |
| Левобережный    | ↘169 426  |
| Ленинский       | ↗110 172  |
| Советский       | ↗150 716  |
| Центральный     | ↗79 372   |

Жителей города называют: воронежец, воронежцы; женская форма отсутствует.

### Национальный состав
В результате переписи населения 2010 года были получены данные о национальности от 877 868 человек, согласно которым, в Воронеже проживали: русские — 850 434 (96,9 %), украинцы — 8870 (1 %), армяне — 4204 (0,5 %), азербайджанцы — 1916 (0,2 %), белорусы — 1615 (0,2 %), татары — 1019 (0,1 %), остальные — менее 0,1 %, — от лиц, по которым получены сведения о национальности. При этом у 97 505 чел. в переписных бюллетенях национальность не указана, из них у 92 536 нет сведений о национальности, 4149 не указали её в переписном листе, 820 — отказались от ответа. Город является одним из крупных центров цыганской диаспоры в России.
По итогам переписи населения 2020 года проживали следующие национальности (национальности менее 0,1 % и другое, см. в сноске к строке «Другие»):
| Национальность | Численность, чел. | Доля     |
| -------------- | ----------------- | -------- |
| Русские        | 918 247           | 86,82 %  |
| Украинцы       | 4806              | 0,45 %   |
| Армяне         | 4416              | 0,42 %   |
| Таджики        | 1946              | 0,18 %   |
| Узбеки         | 1707              | 0,16 %   |
| Азербайджанцы  | 1679              | 0,16 %   |
| Туркмены       | 1383              | 0,13 %   |
| Другие         | 123 497           | 11,68 %  |
| Итого          | 1 057 681         | 100,00 % |

### Язык
По данным переписи 1897 года:
| Язык       | Численность, чел. | Доля     |
| ---------- | ----------------- | -------- |
| Русский    | 76 123            | 94,45 %  |
| Еврейский  | 1 444             | 1,79 %   |
| Польский   | 1 058             | 1,31 %   |
| Украинский | 912               | 1,13 %   |
| Немецкий   | 487               | 0,60 %   |
| Другие     | 575               | 0,72 %   |
| Итого      | 80 599            | 100,00 % |

В настоящее время официальным и основным языком города является русский. В речи коренных жителей Воронежа, так же, как и Воронежской области, распространено фрикативное произношение звука [г] с призвуком [х], что связано с распространением коренных южнорусских говоров и влиянием украинского языка.

## Экономика
Современный Воронеж — экономический центр Воронежской области и один из крупнейших экономических центров России.
Ведущие отрасли — пищевая, химическая, радиоэлектронная промышленность, машиностроение и розничная торговля.
По данным начала января 2010 года, в Воронеже было зарегистрировано 13 252 безработных, что составляет почти 50 % от числа безработных в Воронежской области.

### Финансовая сфера
Согласно информации об исполнении бюджета городского округа город Воронеж 2013 года, доходы составили 13 487 968 тыс. рублей, а расходы — 14 648 198 тыс. рублей.
В 2015 году доходы городского бюджета составили 15,757 млн рублей.
В городе действуют филиалы крупнейших российских и зарубежных коммерческих банков.

### Промышленность
На 2010 год, объём продукции собственного производства, отгружённой крупными и средними организациями обрабатывающих производств, составил 67,9 миллиарда рублей; согласно основным экономическим показателям воронежской промышленности, она находится в состоянии стагнации.
По данным начала 2009 года, степень износа основных фондов предприятий Воронежа — 47,3 %.
В течение 90-х — 2000-х в машиностроении, металлообработке и электронной промышленности произошёл спад производства; за эти годы были ликвидированы НПО: «Энергия», «Электроника», ЭВП и другие предприятия в основном радиоэлектронной и машиностроительной промышленности.
За всё время проведения реформ российской экономики на большинстве предприятий пищевой промышленности Воронежа спада производства не произошло; в Воронеже расположен головной офис Управляющей компании «ЭФКО» — одного из крупнейших производителей продуктов питания в России. Хорошие показатели имеет производство строительных материалов.

До начала кризиса 2008—2009 годов стабильно развивалась химическая и нефтехимическая промышленность, которая в 2010 году испытывала трудности.
В 2012 году открылся завод «Сименс Трансформаторы».
Среди воронежских предприятий машиностроения и металлообработки (объём продукции 29,43 миллиарда рублей) основными являются:
Воронежское акционерное самолётостроительное общество (ВАСО),
ОАО «Завод „Водмашоборудование“»,
«Воронежстальмост»,
«Рудгормаш»,
«Тяжмехпресс»,
КБ «Новмаш-В»,
ПП «Регионгаздеталь»,
филиалы ОАО «Вагонреммаш» (Воронежский вагоноремонтный завод) и ОАО «Желдорреммаш» (Воронежский тепловозоремонтный завод), также
Воронежский механический завод,
«Воронежсельмаш»,
АгроТехМаш (производство сельхозтехники и машин спецназначения). 

Предприятия химической промышленности (объём продукции 8,69 миллиарда рублей):
«Конструкторское бюро химавтоматики»,
«Воронежсинтезкаучук»,
Воронежский шинный завод,
Воронежский керамический завод,
Воронежский стеклотарный завод,
«Верофарм»,
ООО «Деко Минералс».

Предприятия электронной промышленности:
материнская компания концерна «Созвездие» и его дочерние компании.
Предприятия пищевой промышленности (объём продукции 19,1 миллиарда рублей):
молочный комбинат «Воронежский»,
Воронежский завод плавленых сыров «Янтарь»,
Воронежская кондитерская фабрика, Комбинат мясной «Воронежский»; 

предприятия деревообработки:
Сомовская мебельная фабрика,
холдинговая компания «Мебель Черноземья» и мебельный холдинг «Ангстрем».

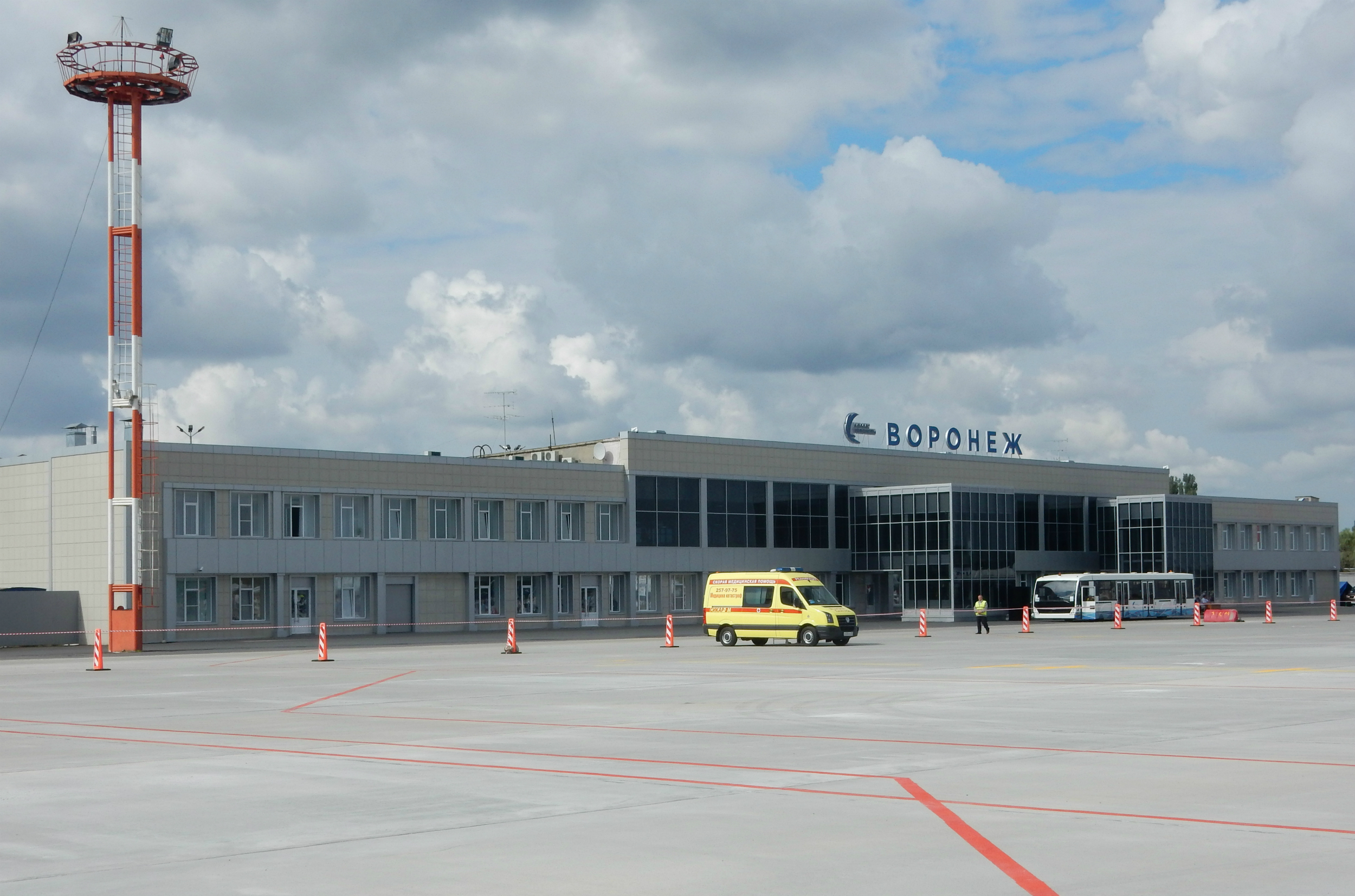
Воронежский международный аэропорт

### Транспортная система
Воронеж — крупный транспортный узел, транспортная система которого состоит из систем воздушного сообщения, железнодорожного и автомобильного транспорта.
Авиасообщение
Близ села Чертовицы, в 5 км от границы города, находится аэропорт Воронеж. С 1995 года аэропорт имеет статус международного. 31 мая 2019 года международному аэропорту Воронежа официально присвоено имя Петра Первого. Из него выполняются регулярные рейсы в Москву, Санкт-Петербург, Сочи, Симферополь. Из воронежского аэропорта совершаются регулярные международные рейсы — в Ереван, Ташкент, Стамбул; чартерные рейсы — в Анталью, Барселону, Ираклион, Салоники. С 24 февраля 2022 года аэропорт временно приостановил работу. В Левобережном районе на территории авиастроительного предприятия ОАО «ВАСО» расположен экспериментальный (испытательный) аэродром Придача. Аэродром также используется гражданской авиацией ЗАО «Авиационная компания „Полёт“». В Советском районе города вблизи микрорайона Тенистый и дачных кооперативов «Ближние сады» и «Дальние сады» расположен военный аэродром Балтимор.
Железнодорожный транспорт
В современном городе размещены три железнодорожных вокзала на железнодорожных станциях Воронеж I, Воронеж-Курский и Придача (вокзал Воронеж-Южный). В настоящее время большая часть транзитных пассажирских поездов направления Центр — Кавказ на станцию Воронеж-1 не заходит, а следует через станцию Придача, где имеет тарифную стоянку. На территории левого берега железная дорога на перегоне Отрожка-Придача проходит через тоннель, проложенный под улицей Димитрова и аэродромом Придача, длиной около 800 метров. Также развит промышленный железнодорожный транспорт.
Автотранспорт

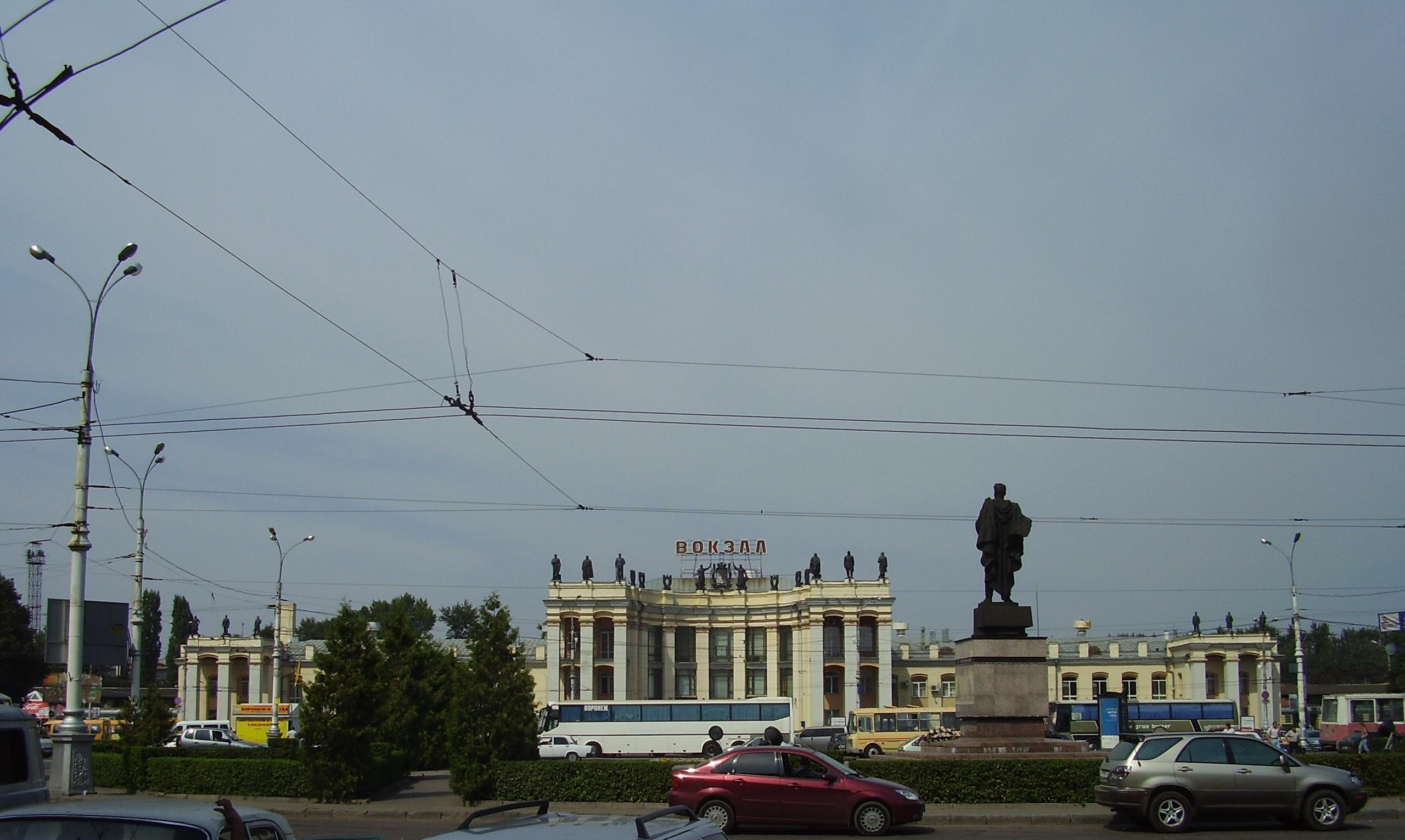
Вокзал Воронеж I

Через Воронеж проходят автомагистраль М4 «Дон» (по объездной дороге) и трасса А144 регионального значения Курск — Воронеж — Саратов. Работают два автовокзала и одна автостанция: Центральный автовокзал, Левобережный автовокзал и Юго-Западная автостанция.
Городской общественный транспорт
Современный городской транспорт города представлен автобусами и маршрутными такси, в основном, частных компаний, а также муниципальными троллейбусами. В 2005—2009 годы трамвайный транспорт был полностью ликвидирован. 15 апреля 2009 года трамвайное движение было закрыто окончательно. Воронеж (вместо Тольятти) стал самым крупным городом в России и Европе, в котором отсутствует городской рельсовый транспорт. Из-за ликвидации всех линий Воронежского трамвая и закрытия большинства троллейбусных маршрутов резко снизилась доля муниципального транспорта в городских перевозках, которая в 2000 году составляла более 60 %, а в 2015 — менее 10 %. Ситуацию усугубили резкие темпы роста города и высокая автомобилизация населения. Когда население Воронежа достигло 1 миллиона человек, воронежцы вновь начали говорить о создании в Воронеже метрополитена, планы по строительству которого были уже в 1980-х годах, но оказались не воплощёнными из-за начала экономического кризиса в стране. На данный момент рассматривается создание метробуса и речного трамвая. Доля муниципального транспорта на городском рынке пассажирских перевозок мала.
Дороги
В апреле 2011 года директор департамента дорожного хозяйства и благоустройства Сергей Крючков заявил: «Анализ фактического состояния улично-дорожной сети (Воронежа) показал, что 22 % дорог находятся в удовлетворительном состоянии, 78 % — в неудовлетворительном».
Во время подготовки к празднованию 425-летия Воронежа были полностью или частично отремонтированы некоторые дороги города: на проспекте Революции, ул. Кольцовской и др. В ходе реконструкции окружная дорога по улице Антонова-Овсеенко стала к августу 2012 года шестиполосной. 10 сентября 2011 года в присутствии заместителя председателя Правительства Российской Федерации Д. Н. Козака, воронежского губернатора А. В. Гордеева и главы городской администрации С. М. Колиуха торжественно было открыто движение по дороге на набережной Массалитинова протяжённостью 2,995 км, которая построена для объединения в единую транспортную систему мостов: Вогрэсовский, Чернавский и Северный.
Мосты

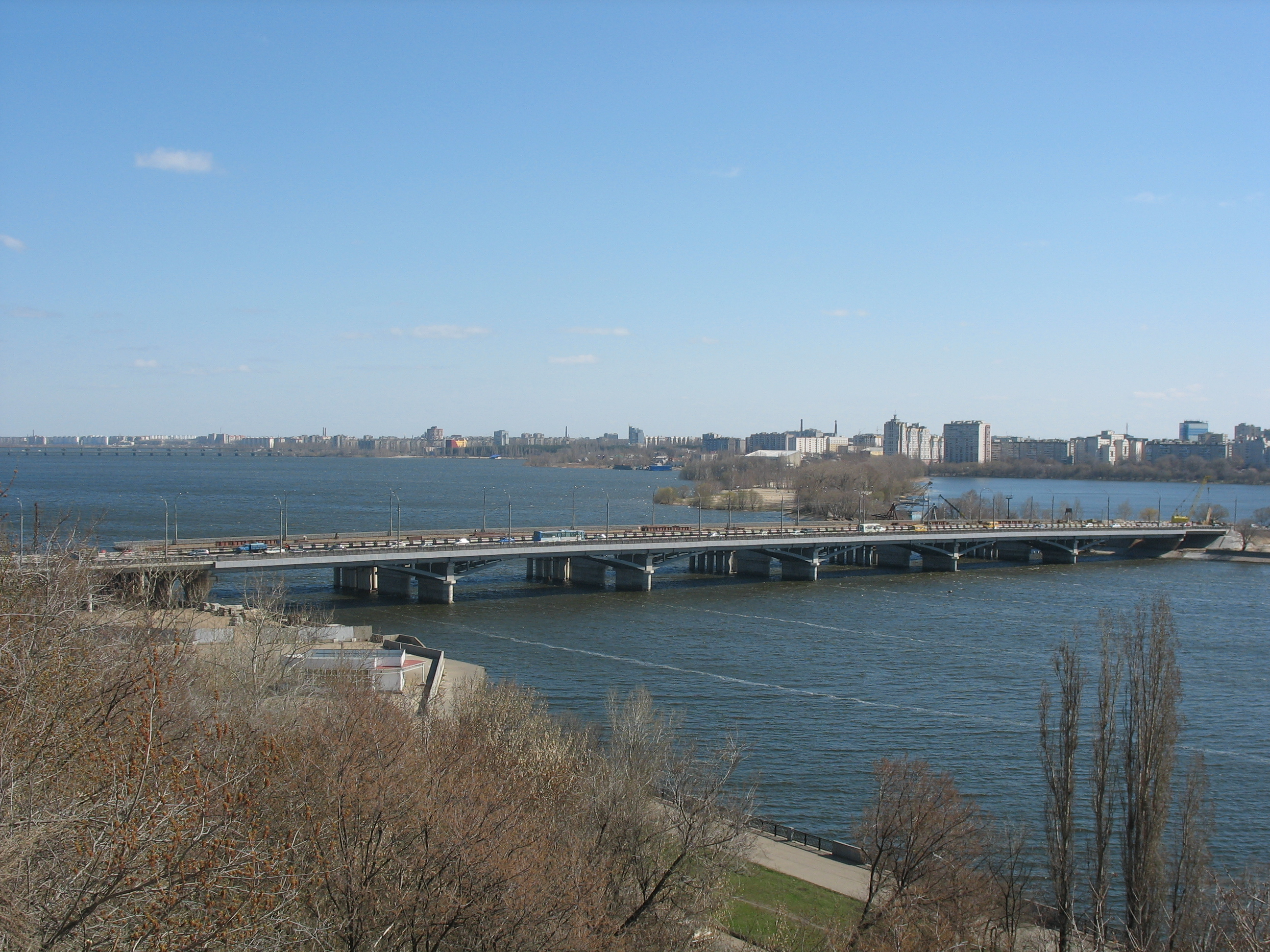
Чернавский мост

Левый и правый берег Воронежского водохранилища связывают Отроженские железнодорожные мосты, четыре автомобильных моста и Воронежская плотина. Центральный из автомобильных, Чернавский мост, соединяет Левобережный район с центром города. Оригинальным по конструкции является Северный мост, который является единственным двухъярусным мостом в Центральном Черноземье. Нижний ярус моста используется для движения автомобильного транспорта, верхний предназначен для движения трамваев. Второй ярус в настоящее время не используется в связи с демонтажем трамвайных линий. В самых верховьях водохранилища находится Окружной мост, по которому проходит федеральная автодорога М4 «Дон». В низовьях водохранилища находится Воронежская плотина, по которой проходит дорога, связывающая юго-восточный район Воронежа с так называемым Воронежским полуостровом между реками Дон и Воронеж, на котором располагаются районы Шилово, Малышево и Тенистый. Через южную часть водохранилища построен Вогрэсовский мост. Также есть небольшие транспортные мосты через речку Песчанку в Левобережном районе и через ручей Песчаный Лог. На Придаченской дамбе построены два моста через протоки, которые образовались здесь после разлива реки при создании водохранилища. Один из них пешеходный Висячий мост. В перспективе планируется построить автомобильные Южный и Отроженский мосты. Первый с транспортным подходом замкнёт окружную дорогу от развязки на проспекте Патриотов (возле больницы скорой медицинской помощи) до Новосибирской улицы в районе Песчанки; второй с транспортным подходом замкнёт окружную дорогу от развязки на улице Антонова-Овсеенко (у областной клинической больницы) через СХИ с Отрожкой.

### Торговля и сфера услуг

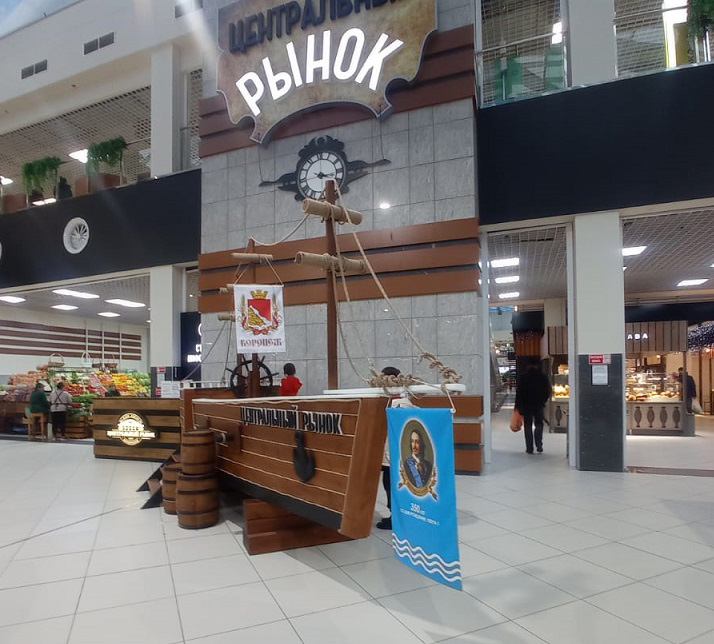
Центральный рынок Воронежа

Воронеж — крупнейший город в центрально-чернозёмном регионе по объёму розничного товарооборота. Сфера услуг города — это, в основном, предприятия общественного питания, сауны, рекламные агентства, туристические фирмы, охранные предприятия. Крупные игроки рынка представлены местными, федеральными и международными сетями. С 2006 года в Воронеже построено множество торгово-развлекательных и бизнес-центров различного класса. Действуют многочисленные сетевые продовольственные супермаркеты и гипермаркеты.
В Воронеже в настоящее время действует свыше 260 гостиниц, среди которых 3 пятизвёздочных (Арт-отель, Ramada Plaza и Marriott International).

### ЖКХ
Обеспечение жителей современного Воронежа питьевой водой продолжает оставаться одной из серьёзных проблем городского жилищно-коммунального хозяйства. Воронеж входит в число городов, в которых вода в водопроводные трубы попадает только из подземных источников, что позволяет предотвратить массовые кишечные заболевания. По данным февраля 2010 года, предприятия и жители Воронежа потребляли 500 тысяч кубометров воды в сутки, которые поступают в водопровод из 245 скважин городских водоподъёмных станций. Тем не менее, на протяжении последних десятилетий, начиная с 1970-х годов (время начала массового строительства многоэтажных домов) в некоторых микрорайонах города (Северный, Юго-Западный и др.) существует проблема нехватки воды, поэтому холодное и горячее водоснабжение во многих домах осуществляется по графику: с 6:00 до 12:00 и с 17:00 до 23:00. В дни государственных праздников, в выходные дни часто производится круглосуточное водоснабжение в данных районах. В феврале 2010 года глава областной администрации Воронежской области Алексей Гордеев заявил, что график подачи воды в Воронеже будет отменён к 2011 году.

### Связь
Почтовая связь

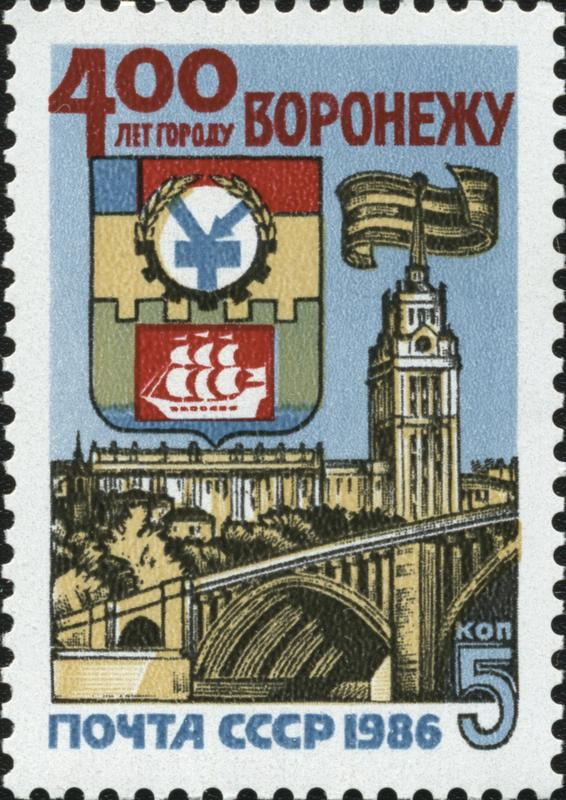
Почтовая марка СССР, 1986 год

В 1700 году указом Петра I была учреждена почтовая связь между Воронежем и Москвой. Первое письмо с личным вензелем Петра I из Воронежа в Москву было отправлено А. А. Виниусу. В 1782 году была учреждена губернская почтовая контора (воронежский почтамт), здание которой располагалось на улице Большой Дворянской (ныне проспект Революции). С тех пор главное воронежское почтовое управление не меняло своего местоположения. В XIX веке на воронежской почте работало всего лишь два сортировщика. Поэтому выдавали и принимали корреспонденцию и деньги только в определённые дни с 8 до 12 часов.
После отделения почтовой связи Воронежской области от электрической она была преобразована в Управление почтовой службы, которое в 2004 году стало филиалом ФГУП «Почта России». В 1995 году Воронежский почтамт освоил первый в России почтово-кассовый терминал «Дон», разработанный специалистами почтамта вместе с воронежским заводом «Процессор». В 1997 году за успешную автоматизацию процессов и внедрение новых услуг Воронежский почтамт получил международный приз «Золотой меркурий».
Телефонная связь и Интернет
В 1860 году в Воронеже открылась телеграфная станция, которая в 1885 году была оснащена автоматической приёмопередающей аппаратурой. В 1884 году в железнодорожной конторе был установлен первый телефон. В 1893 году в здании воронежского почтамта на Большой Дворянской (ныне проспект Революции) появилась городская телефонная станция, ёмкость которой составляла 300 номеров. Через некоторое время на Малой Дворянской (ныне улица Фридриха Энгельса) была открыта земская телефонная станция. В 1926 году Воронеж был включён в междугородную телефонную систему. В 1979 году город перешёл с пятизначной на шестизначную систему телефонных номеров. В 2005 году в Воронеже зафиксировали отсутствие дефицита телефонных номеров. 1-2 февраля 2011 года для увеличения ёмкости телефонной сети происходило переключение местных шестизначных номером на семизначные. Код города изменился с «4732» на «473», а городские номера стали начинаться с «2», а впоследствии с «3» и «7».
Услуги фиксированной телефонной связи в Воронеже предоставляют: Ростелеком (Воронежский филиал), Билайн, Дом.ру, Информсвязь, РЖД и другие малые операторы связи, а услуги мобильной связи — МТС, Билайн, МегаФон, Теле2 и Yota. Операторы связи используют оборудование для стандартов связи 2G, 3G и 4G. Некоторыми на конец 2023 года начато тестирование оборудование для стандартов связи 5G.
До июня 2015 года в числе мобильных операторов были компания компании «Кодотел» и ЗАО «Скай Линк», которые были поглощены Tele2.
Активно развивается рынок предоставления услуг фиксированного Интернета. На 2011 год уровень проникновения фиксированного широкополосного доступа в Интернет уже составлял 60—65 % домохозяйств Воронежа.

## Наука и образование
В 1702 году из Воронежа к устью реки Воронеж ушли 15 боевых кораблей, из них только три — «Разжённое железо», «Святая Наталья» и «Святой Георгий» были полностью укомплектованы офицерами и матросами. 2 мая 1702 года Апраксин в своём письме в Москву писал, что офицеры на воронежской верфи очень нужны. В 1703 году в Воронеже открывается первая городская адмиралтейская школа для подготовки младших офицеров, которая стала первой в России школой такого профиля. Не проявивших больших способностей к учёбе отправляли в мастеровые. В 1714 году появилось первое городское учебное заведение для детей от 10 до 15 лет. 31 мая 1745 года по указу епископа Воронежского Феофилакта была учреждена Воронежская духовная семинария. В 1786 году в городе создано народное училище, которое в 1809 году преобразовано в губернскую гимназию. Первое высшее учебное заведение в городе — сельскохозяйственный институт им. Петра Великого (ныне Воронежский государственный аграрный университет имени Императора Петра) — был создан в 1913.
Начало светской науки в Воронеже связано с деятельностью Алексея Андреевича Хованского, учителя русского языка в Михайловском кадетском корпусе, основателя и редактора-издателя первого в России частного научного языковедческого журнала «Филологические записки», первый номер которого вышел в свет в 1860 году.

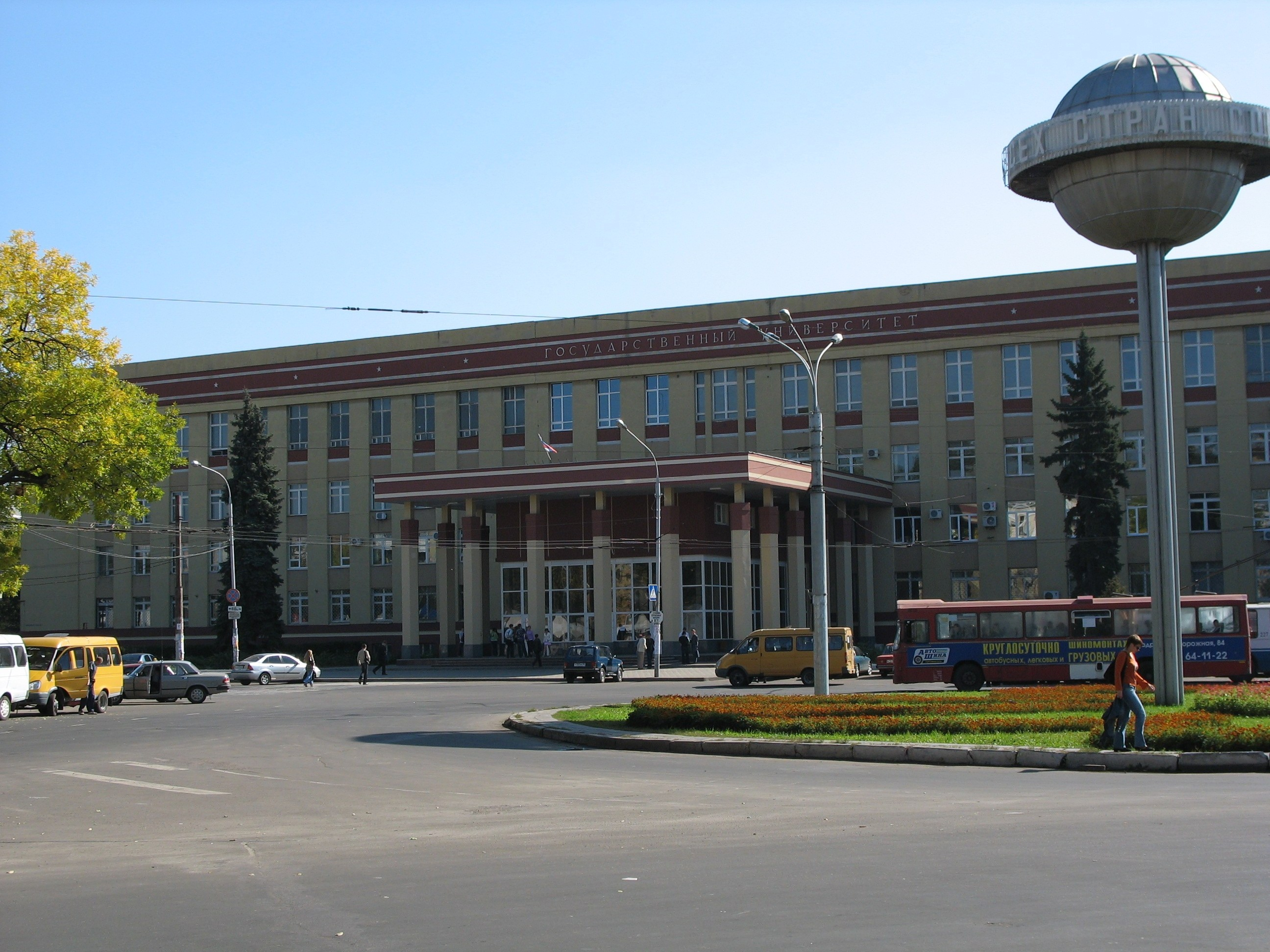
Главный корпус Воронежского государственного университета

В современном городе находятся 37 высших учебных заведений и 53 средних специальных учебных заведения, в которых обучаются свыше 127 тысяч студентов. Дети дошкольного возраста посещают 116 детских садов, а 128 школ города посещают около 118 тысяч школьников. В некоторых средних общеобразовательных учебных заведениях школьники имеют возможность изучать отдельные предметы более углублённо. Имеются альтернативные средние общеобразовательные школы: вальдорфская школа «Радуга», частные школы «Классика», «Перспектива», «Светлана» и др. В Воронеже широко представлена и система дополнительного образования. Самый разнообразный спектр образовательных программ для детей и взрослых — от изучения иностранных языков до комплексного развития индивидуальности — предлагают негосударственные образовательные учреждения.
В Воронеже расположены следующие государственные университеты, институты и академии:
- Воронежский государственный университет (ВГУ),
- Воронежский государственный технический университет (ВГТУ),
- Воронежский государственный аграрный университет имени Императора Петра I (ВГАУ),
- Воронежский государственный лесотехнический университет имени Г. Ф. Морозова (ВГЛТУ),
- Воронежский государственный медицинский университет имени Н. Н. Бурденко (ВГМУ),
- Воронежский государственный педагогический университет (ВГПУ),
- Воронежский государственный университет инженерных технологий (ВГУИТ),
- Центрально-Чернозёмный государственный инженерный университет (ЦЧГИУ),
- Воронежский государственный институт искусств (ВГИИ),
- Военно-воздушная академия имени профессора Н. Е. Жуковского и Ю. А. Гагарина (Воронеж) Министерства обороны Российской Федерации,
- Воронежский государственный институт физической культуры (ВГИФК),
- Воронежский институт МВД РФ (ВИ МВД РФ),
- Воронежский институт государственной противопожарной службы (ВИГПС),
- Воронежский институт правительственной связи (филиал) Академии Федеральной службы охраны Российской Федерации (ВИПС),
- Воронежский институт Федеральной службы исполнения наказаний (ВИФСИН),
- Центральный филиал Российской академии правосудия (г. Воронеж),
- ЮРГУЭС, Южно-Российский государственный университет экономики и сервиса (представительство в г. Воронеже),

а также филиалы МИИТ, РАНХиГС, РГСУ, РЭУ им. Г. В. Плеханова и Государственного университета морского и речного флота имени адмирала С. О. Макарова. При их участии, а также научных организаций (Концерна «Созвездие», КБХА и др.) и других высших учебных заведений в Воронеже ежегодно проводятся международные научные конференции по различным научным направлениям: физике, математике, истории, радиотехнике, биологии, архитектуре и др.

## Культура

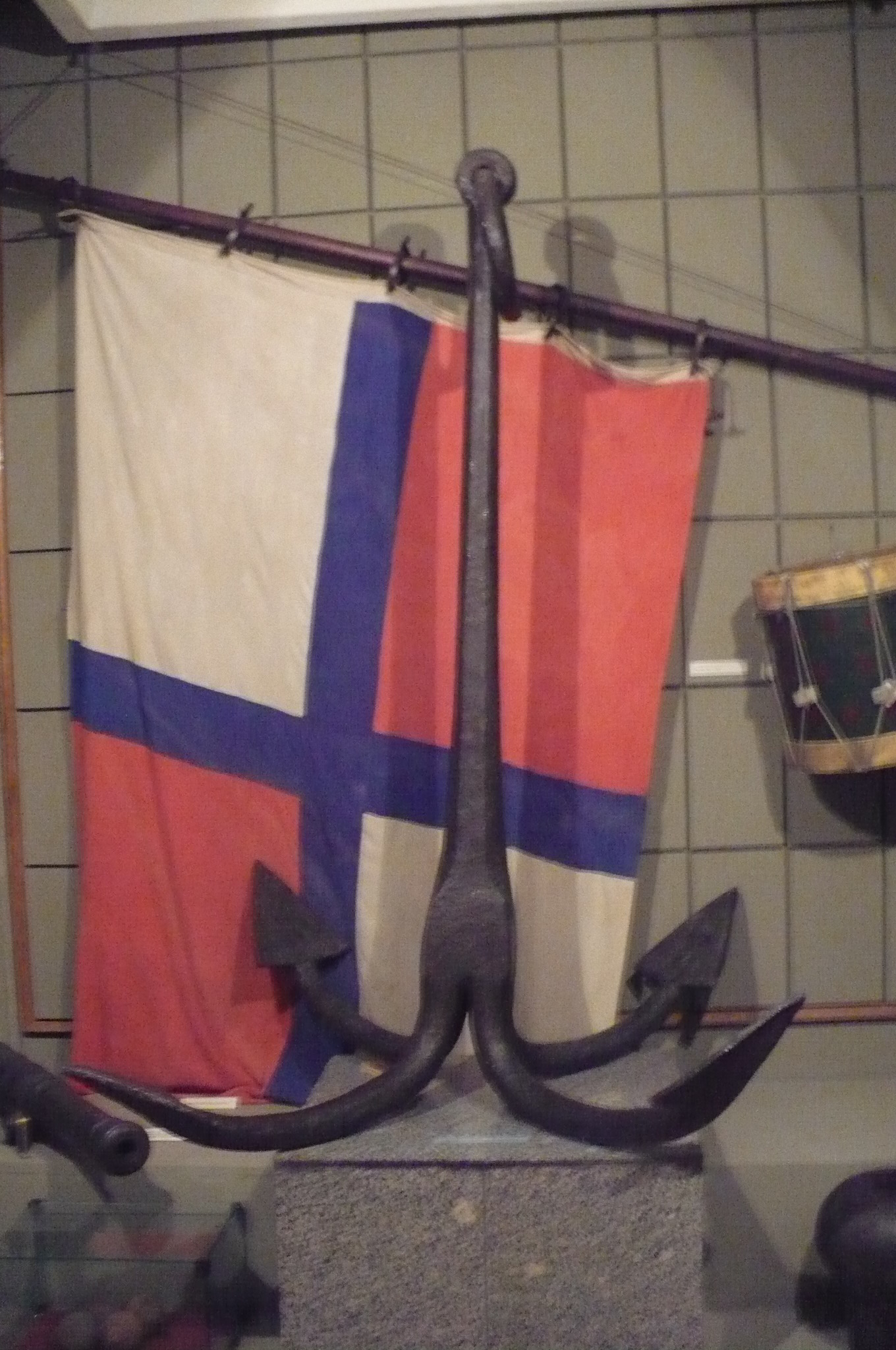
Якорь XVIII века в экспозиции эпохи Петра I Воронежского областного краеведческого музея

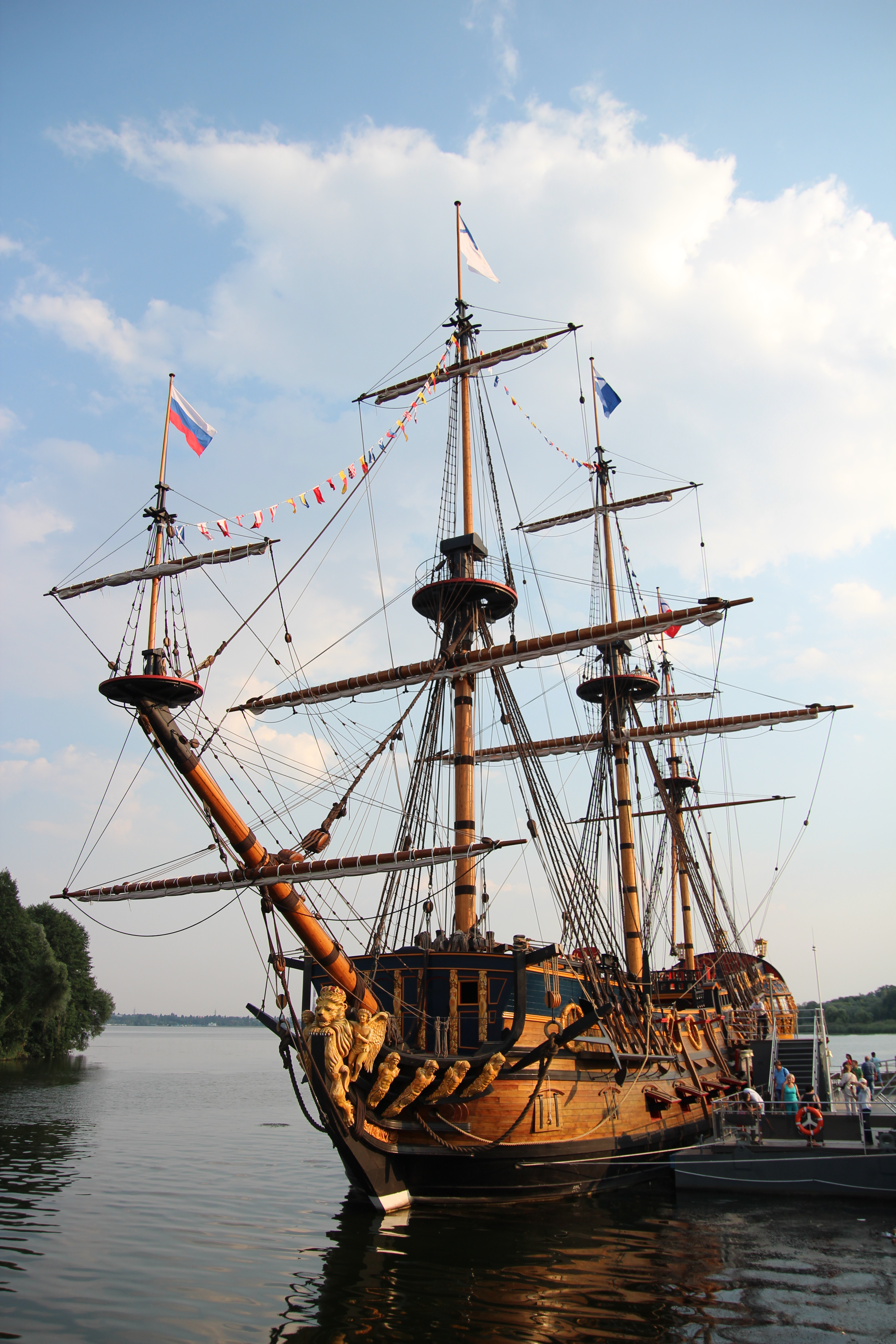
Корабль-музей «Гото Предестинация»

Воронеж является культурным центром Воронежской области. В городе развивается театральное искусство, работают музеи, библиотеки, выставочные залы, действуют кинотеатры, филармония и цирк. За годы рыночных реформ в Воронеже были полностью утрачены: кинотеатр «Дружба» (построен в 1970-х годах), летний кинотеатр «Первомайский», кинотеатр «Родина», летний кинотеатр «Берёзка», открытая сценическая площадка Зелёного театра (Центральный парк культуры и отдыха «Динамо»), Дворец культуры «Электроника» (построен в 1980-х годах) и т. д. В Воронеже ежегодно проводятся фестивали: международный фестиваль «Джазовая провинция» (с 2003 года), Всероссийский фестиваль японской анимации (с 2000 года), Открытый фестиваль поэзии «Поэтех» (с 2007 года) и др. С 2011 года в Воронеже проводится ежегодный международный Платоновский фестиваль.

### Музеи
- Воронежский областной краеведческий музей вместе с филиалами:
  - Музей «Арсенал», посвящённый ВОВ. Памятник архитектуры XVIII века,
  - Дом-музей А. Л. Дурова[267];
- Воронежский областной литературный музей им. И. С. Никитина вместе с филиалами:
  - дом, в котором родился Иван Бунин,
  - квартира М. Н. Мордасовой,
  - дом-музей И. С. Никитина, усадьба Веневитинова;
- Воронежский областной художественный музей имени И. Н. Крамского;
- Центр военно-патриотического воспитания «Музей-Диорама»;
- музеи ВГУ (геологический, зоологический, ботанический и т. д.).
- Корабль-музей «Гото Предестинация»
- Народный музей Сергей Есенина

### Воронежский русский народный хор
Государственный академический (с 1987) Воронежский русский народный хор им. К. И. Массалитинова был основан в 1942 на базе лучших колхозных хоров области. Создатель хора и его художественный руководитель (до 1964) — композитор и хоровой дирижёр К. И. Массалитинов. Хор выступал на фронтах Великой Отечественной войны, занял 1-е место на Всероссийском смотре русской народной песни в 1944. В 2010 году Воронежский хор стал лауреатом премии Правительства Российской Федерации в области культуры. Художественными руководителями в разные годы были А. П. Мистюков, Ф. И. Маслов, В. Н. Помельников, среди ведущих исполнителей М. Н. Мордасова, Ю. Ф. Золотарёва, Е. М. Молодцова, Е. М. Осипова. При хоре функционируют оркестр и танцевальная группа.

### Основные библиотеки
- Воронежская областная универсальная научная библиотека им. И. С. Никитина[270],
- Воронежская областная юношеская библиотека им. В. М. Кубанева[271],
- Воронежская областная детская библиотека[272]
- Воронежская областная специальная библиотека для слепых им. В.Г.Короленко[273].

### Основные театры
- Воронежский академический театр драмы имени А. В. Кольцова,
- Воронежский государственный театр оперы и балета,
- Воронежский государственный театр юного зрителя,
- Воронежский камерный театр
- Воронежский театр кукол «Шут»
- Театр равных
- Творческий центр «Театр Неформат»
- Воронежский дом актёра

### Основные кинотеатры
В Воронеже действуют девять кинотеатров. В отдельных зданиях располагаются «Пролетарий», «Спартак» и «Юность». В торгово-развлекательных комплексах открыты кинотеатры «Star&Mlad» (в количестве двух — сити-парк «Град» и ТЦ «Московский проспект»), «КИНО ОККО» (ТРК «Арена»), «Синема Парк» (ТРЦ «Галерея Чижова»), «Максимир» и «Левый берег» в одноимённых торговых центрах. Объём воронежского рынка кинопроката оценивается примерно в 1,2-1,5 млрд руб. в год. При этом сопоставимая сумма приходится на попутные продажи напитков и закусок.

### Неофициальный символ города
В августе 2009 года проходил конкурс на выбор неофициального символа Воронежа. После рассмотрения результатов голосования, воронежской общественной палатой и комиссией по культурному наследию города в этом качестве был выбран памятник Петру I.
|                                                  |                                                                    |                                                       |                                                |                                                       |  |
| Памятник Петру I (I место — 24,7 % всех голосов) | Памятник Котёнку с улицы Лизюкова (II место — 23,4 % всех голосов) | Памятник Белому Биму (III место — 7,5 % всех голосов) | Памятник Славы (IV место — 5,4 % всех голосов) | Адмиралтейская площадь (V место — 4,7 % всех голосов) |  |

## Религия

Памятник Святителю Митрофану у Благовещенского собора

В 1682 году для борьбы с раскольниками по решению собора была образована Воронежская епархия. Её первым главой стал епископ Митрофан (1623—1703) в возрасте 58 лет. При нём началось строительство нового Благовещенского кафедрального собора из камня взамен старого, а также других каменных храмов. Митрофан оказывал поддержку Петру I. На постройку кораблей епископ пожертвовал в Воронежское адмиралтейство 7000 рублей, за что был пожалован царской грамотой. В 1832 году Митрофан был причислен Русской православной церковью к лику святых. В советское время мощи святителя Митрофана были вскрыты, многие храмы Воронежа были осквернены, священники арестованы и расстреляны.
В 1990-е годы многие православные церкви были возвращены епархии. Была продолжена (а в некоторых случаях начата) их реставрация. 11 июня 1989 года в Воронеже было основано колокололитейное предприятие «Вера». В 2009 году взамен утраченного был построен новый Благовещенский кафедральный собор, рядом с которым установлен памятник святителю Митрофану; строятся другие православные церкви. В Воронеже также действуют два старообрядческих храма, две церкви Евангельских христиан-баптистов, иудейская ортодоксальная община при Воронежской синагоге, церковь евангелическо-лютеранского прихода святой Марии Магдалины, Римско-католический приход Пресвятой Девы Марии Заступницы, Церковь «Божьей Славы» христиан веры евангельской. Есть несколько общин Церкви христиан адвентистов седьмого дня.
Мечетей в городе нет, однако существует мусульманская община, представленная местными татарами, а также приезжими из Северного Кавказа, Азербайджана и Средней Азии.

## Здравоохранение
В современном Воронеже действуют 38 муниципальных учреждений здравоохранения: городская клиническая больница скорой медицинской помощи № 8, городская клиническая больница скорой медицинской помощи № 10 (больница «Электроника»), городской центр планирования семьи и репродукции, городская станция скорой медицинской помощи, два родильных дома и др. На территории Воронежа также располагаются областные учреждения здравоохранения: областные клинические больницы, Воронежский областной клинический консультативно-диагностический центр и др.

## Спорт
В городе действуют Центральный стадион профсоюзов, вмещающий свыше 32000 зрителей, спортивный комплекс «Олимпик», ледовый дворец спорта «Юбилейный», Дворец подводного спорта, бассейн «Спартак», спортивный комплекс «Факел», яхт-клуб, Специализированная детско-юношеская школа олимпийского резерва им. Владислава Третьяка, шахматный клуб и др. В Воронеже проходят международные и всероссийские спортивные соревнования по многим видам спорта: боксу, спортивному ориентированию, художественной гимнастике, скалолазанию, шахматам, греко-римской борьбе, велоспорту, бильярду, лыжероллерам и др. В разные годы воронежские спортсмены завоёвывали золотые, серебряные и бронзовые медали на Олимпийских играх, чемпионатах мира, чемпионатах Европы, в соревнованиях на Кубок мира и др.

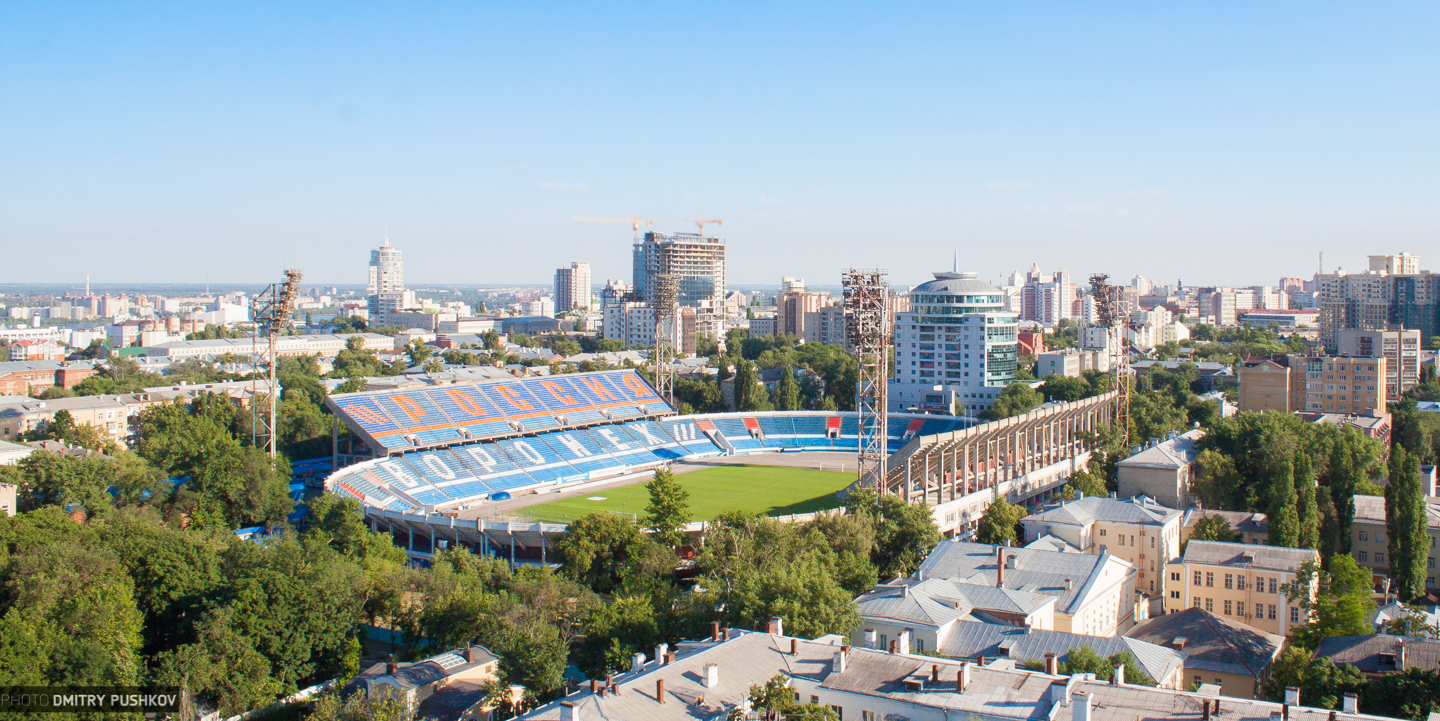
Центральный стадион профсоюзов в Воронеже

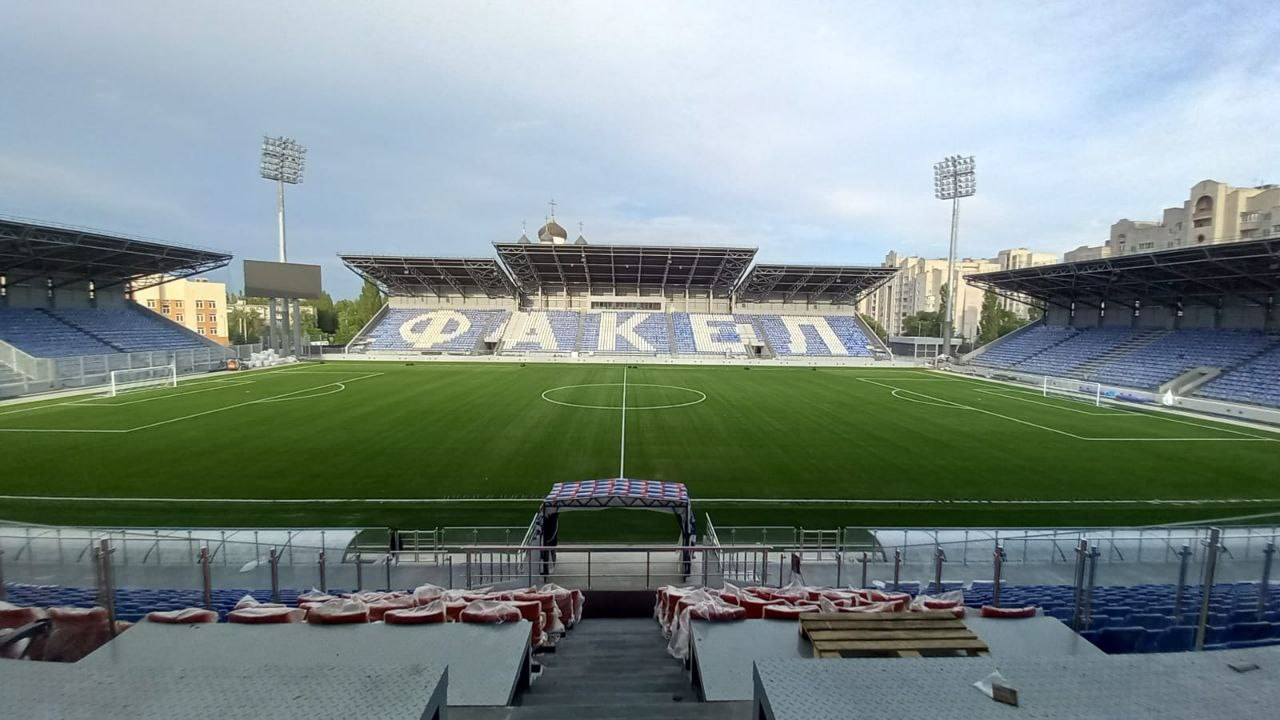
Стадион «Факел»

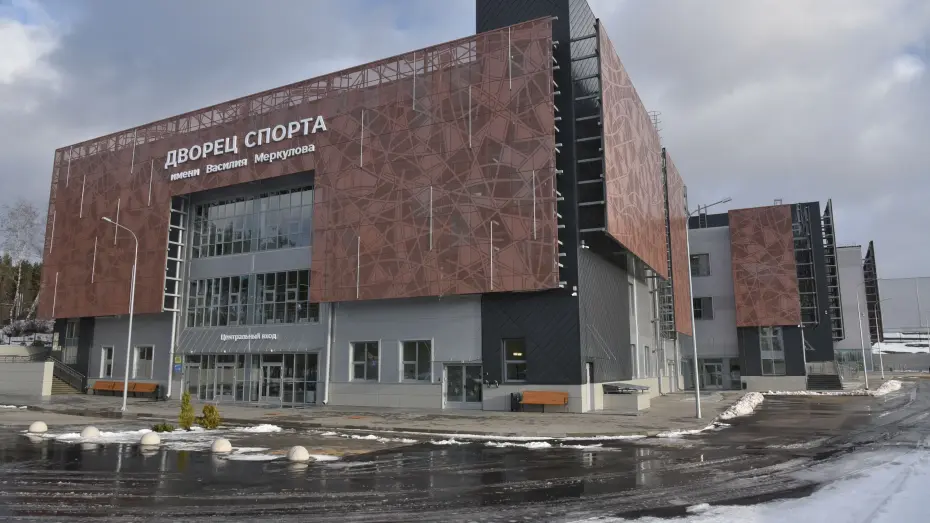
Дворец спорта имени Василия Меркулова

Футбольный клуб «Факел», основанный в 1947 году, с сезона 2022/23 выступает в Российской премьер-лиге. В 2024 году был построен стадион «Факел», вмещающий 10 000 зрителей.
Гандбольный клуб «Воронеж», основанный в 2020 году, в сезоне 2023/24 стал победителем Высшей лиги, благодаря чему в сезоне 2024/25 стартовал в Суперлиге, однако 13 января 2025 года был снят с розыгрышей Суперлиги и Высшей лиги ввиду прекращения существования из-за отсутствия средств.

## СМИ

### Телевидение

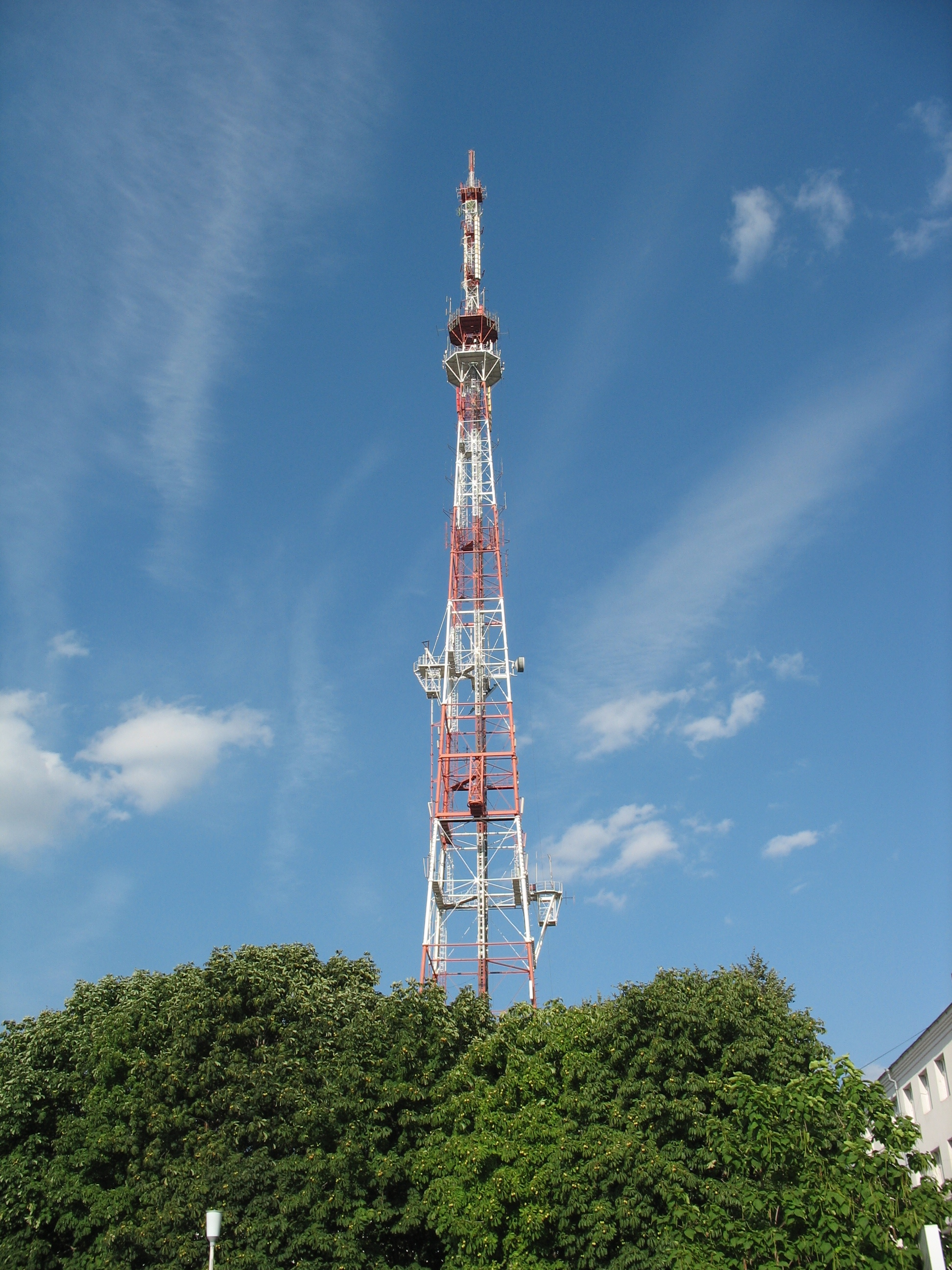
Телевизионная башня Воронежского ОРТПЦ

Существует в Воронеже с 1954 года. В начале 1990-х годов. появились первые местные коммерческие телеканалы (ВТВ, 4 канал «Воронеж», «Средний Дон»), которые вначале производили собственные программы, а со временем начали работать в партнёрстве с московскими вещателями (МНВК, СТС, АСТ и другие), дополняя эфирное время ретрансляцией популярных телеканалов. В настоящее время в эфире принимаются 20 цифровых (DVB-T2) телеканалов, трансляцию которых осуществляет воронежский ОРТПЦ с башни, расположенной в центре города по улице Карла Маркса, 114В. Существует несколько региональных телеканалов с собственной сеткой вещания («Губерния», «КТВ-Форум»), распространяемых в сетях местных телевизионных операторов.
Сигналы всех эфирных телеканалов, за исключением 41-го канала ВТК «Аргус» («Вместе РФ») распространяются с телевизионной башни ОРТПЦ на улице Карла Маркса. 41-й канал вещает со здания НПО «Электроника» (Московский проспект, 97). Существует несколько кабельных операторов (аналоговое и цифровое ТВ DVB-C) и операторы IPTV (цифровое ТВ).

### Периодические издания
В конце XIX — начале XX века в Воронеже издавались епархиальные и губернские ведомости, частные газеты: «Дон» и «Воронежский телеграф» и два специальных журнала: «Филологические записки» и «Медицинская беседа». С 1838 года в городе стала издаваться первая губернская газета «Воронежские губернские ведомости».
Среди 75 крупнейших городов России Воронеж занял 12 место по совокупному еженедельному тиражу общественно-политических печатных СМИ (790 745 экз.) и 16 место по «доступности негосударственных СМИ». Многие воронежские издания и учреждения (городская администрация, Воронежская и Лискинская епархия, учебные заведения и др.) имеют свои сайты в Интернете, на которых размещаются городские новости и другая важная информация.

### Радиостанции
Функционируют радиостанции проводного вещания (2 кнопки, 7000 абонентов по всему городу) и УКВ диапазона.

## Кладбища

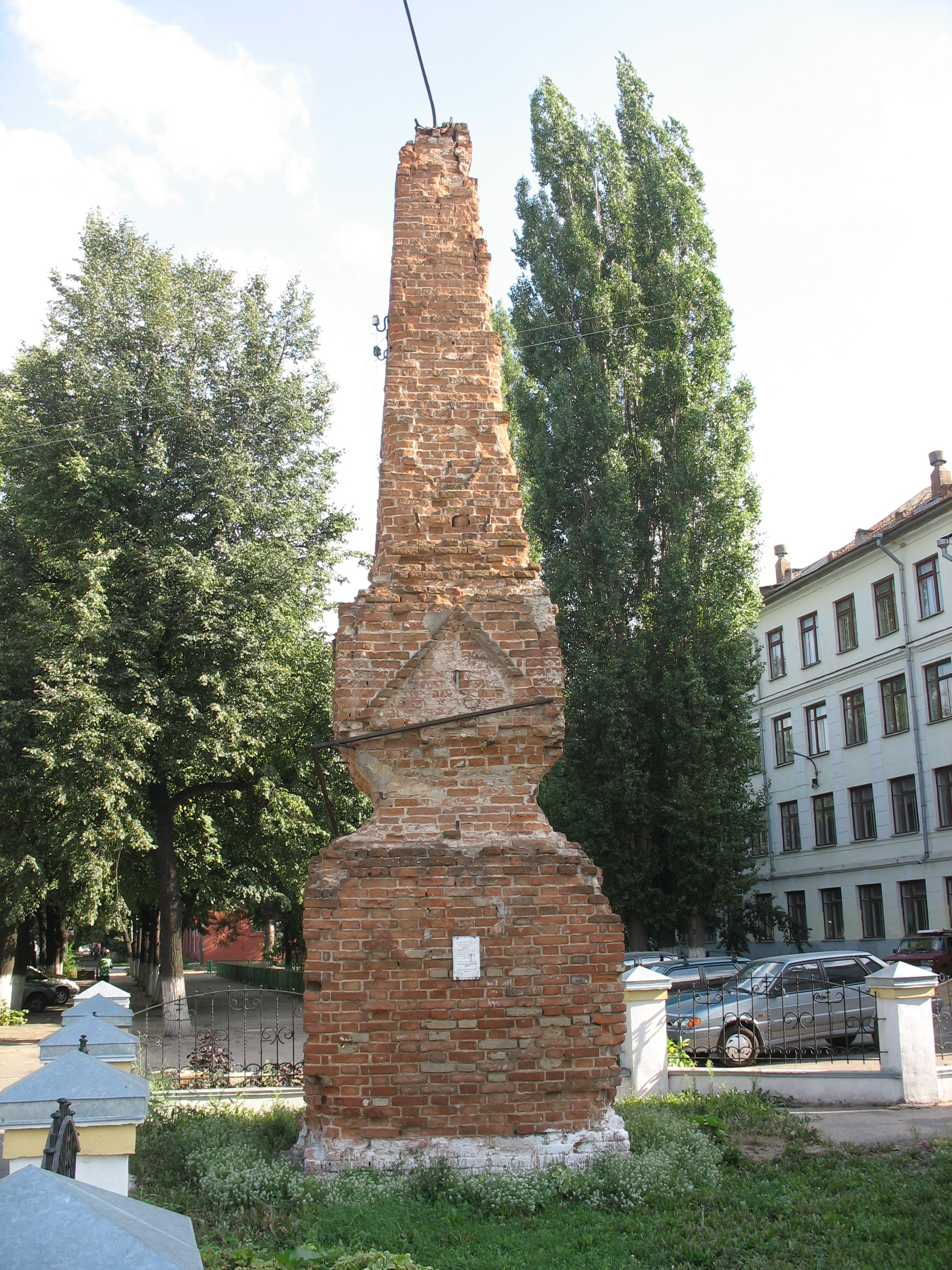
Входной пилон ограды бывшего Чугоновского кладбища

В современном Воронеже действует десять кладбищ:
- Левобережное,
- Лесное,
- Еврейское,
- Никольское,
- Правобережное,
- Подгоренское,
- Будённовское,
- Юго-Западное,
- Коминтерновское.

Терновое кладбище закрыто и является историческим памятником.
Около цирка сохраняется Литературный некрополь — могилы А. В. Кольцова, его родственников, И. С. Никитина и писательницы Е. М. Милицыной (ул. Моисеева, рядом с Цирком). На территории детского парка «Орлёнок» (ул. Фридриха Энгельса) сохраняются могилы, которые появились здесь в результате Великой Отечественной войны. Наиболее выдающихся жителей города хоронят на Коминтерновском кладбище.

## Архитектура

### Планировка и застройка

План современного Воронежа

Территория современного Воронежа включила в себя почти независимые от него в прошлом слободы: на правом берегу реки — Троицкую, Ямскую, Чижовку и др., а на левом берегу — Придачу и Монастырщенку. Планировка большинства городских улиц и площадей (Черняховского, Ленина, Победы, Заставы, Никитина, Советская, Университетская, площадь Детей) представляет историческую ценность.
Летом 2010 года окраины Воронежа (Масловка, у авторынка в Северном районе, Кожевенный кордон, около посёлка Боровое и др.) пострадали от пожара. При тушении была использована авиатехника. Были погибшие. Дома многих жителей сгорели. Впоследствии им была оказана материальная помощь.
В Воронеже в данный момент ведётся активное строительство. Общая площадь земельных участков, предоставленных для строительства в 2009 году, составила 34 га. Из них для жилищного строительства, индивидуального жилищного строительства — 5,42 га, а для комплексного освоения в целях жилищного строительства — 30,7 г. К празднованию 425-летия город был благоустроен. Были отремонтированы фасады многих зданий центральных улиц, реконструирован парк «Алые паруса», ставший теперь не только местом отдыха, но и площадкой проведения культурных мероприятий. В парке «Шинник» был отреставрирован фонтан, не работавший 30 лет.

### Памятники архитектуры
Во время Великой Отечественной войны многие памятники архитектуры были разрушены или серьёзно пострадали. Большая часть из них была восстановлена с помощью реставрации и реконструкции. В настоящее время некоторые такие здания находятся под угрозой уничтожения. Тем не менее, по мнению специалистов, в городе до сих пор сохранилась архитектура, представляющая несомненную историческую ценность.
В 2000 году издательством «Центр духовного возрождения чернозёмного края» была выпущена книга «Историко-культурное наследие Воронежа», в которой представлены результаты научного исследования городской архитектуры. По мнению коллектива авторов, в городе сохранились здания, которые представляют несомненную историческую ценность, несмотря на то, что некоторые из них были частично реконструированы.

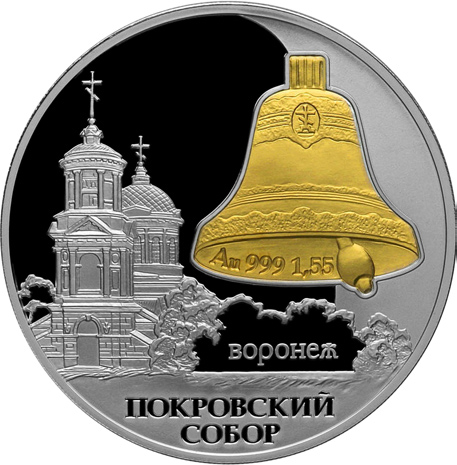
Реверс монеты Банка России с изображением воронежского Покровского собора

Одни из самых старых зданий Воронежа — Успенский Адмиралтейский храм и колокольня Алексеево-Акатова монастыря, построены в стиле московского зодчества. Воскресенский храм (ул. Орджоникидзе, 21), храм во имя святителя Николая (ул. Таранченко, 19а), храм во имя пророка Божия Илии (Севастьяновский съезд, 26) и Тихвино-Онуфриевский храм (пер. Фабричный, 8) являются представителями стиля барокко. В стиле классицизма построена церковь Покрова Богородицы (ул. Бехтерева, 36), в стиле ампир (позднего классицизма) — лютеранская кирха (ул. Карла Маркса 65, ул. Никитина 20) и храм Самуила Пророка.

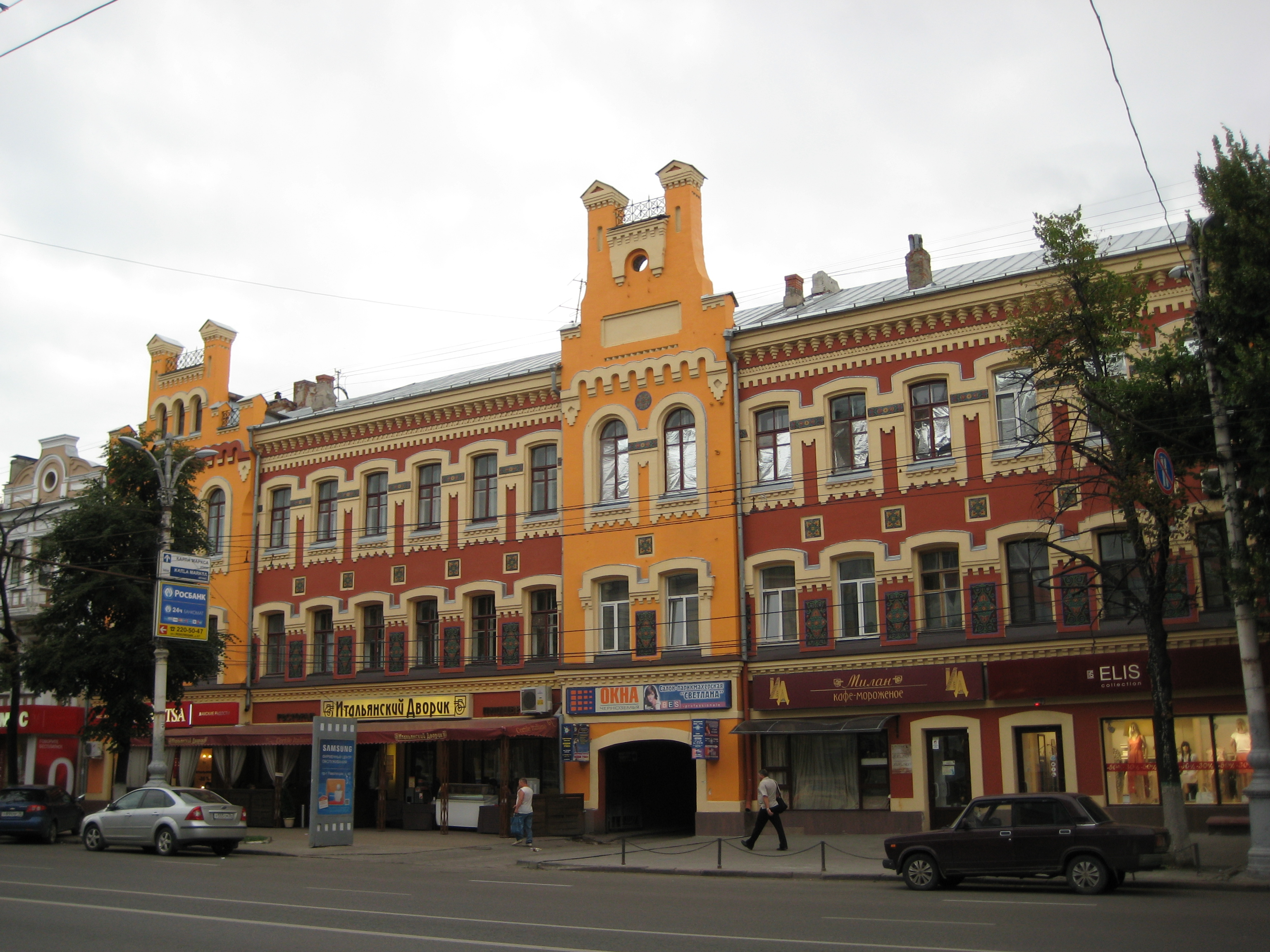
Гостиница Самофалова

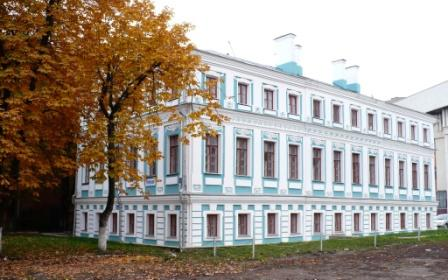
Первый трёхэтажный каменный дом Воронежа — дом С. А. Савостьянова (1760—1770-е годы)

Исторических зданий гражданской архитектуры сохранилось около 200. Дома Савостьянова и губернатора Потапова — редкие для губернских городов представители дворцовой архитектуры в стиле барокко. Выделяются особняки первой трети XIX века: дом Тулиновых (пр. Революции, 22), Ненаркомовой и Нечаевых (ул. Карла Маркса, 55). Стиль конструктивизма в Воронеже в основном представлен производственными, жилыми и общественными зданиями раннего советского периода: авиационный завод, ВОГРЭС, механический завод и др. Советский классицизм присутствует почти во всех общественных зданиях, восстановленных после разрушения Воронежа во время Великой Отечественной войны. Наиболее значительным из них является здание управления Юго-Восточной железной дороги (проспект Революции, 18).
В современном Воронеже здания, представляющие историческую ценность, находятся под угрозой уничтожения. Например, в сентябре 2001 года был снесён главный дом усадьбы Александрова (ул. Платонова, 25), построенный в 1820—1830-е годы. В 2008 году снесён дом Перелыгиной на ул. Платонова, построенный в 1919 году, несмотря на то, что здание имело статус памятника истории и архитектуры регионального значения. В 2011 году, несмотря на протесты воронежцев, мог быть снесён Гарденинский архитектурный комплекс XVIII века для строительства нового современного здания. До сих пор Дом Гарденина — старейшее гражданское здание города — находится в аварийном состоянии и разрушается. По мнению доцента кафедры истории России исторического факультета Воронежского государственного университета Александра Акиньшина, «архитектурную старину (Воронежа) ждёт достаточно печальная участь. … к 450-летию Воронежа уцелеют разве что объекты, занятые государственными учреждениями, памятники-образцы».

## Памятники

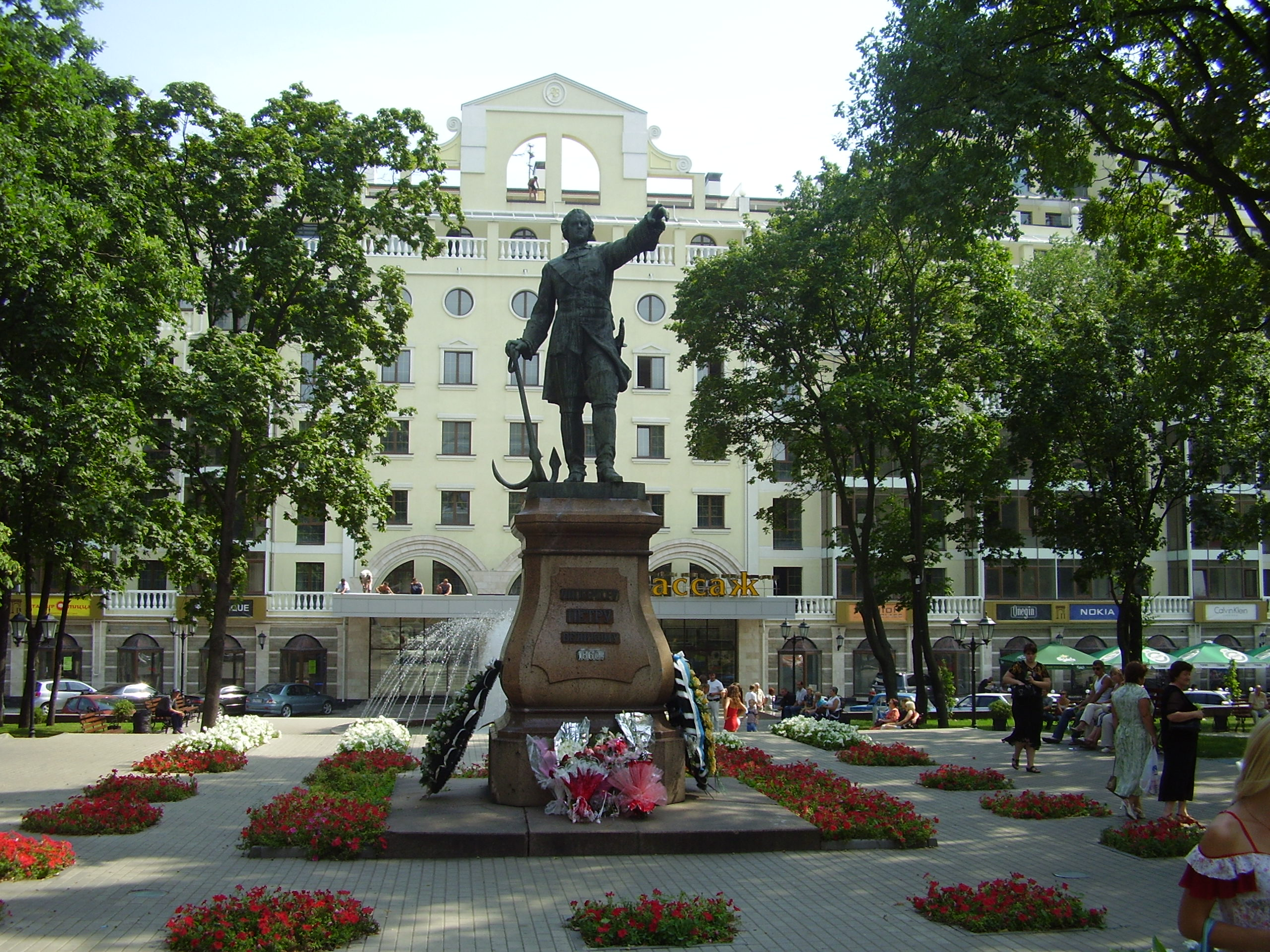
Воронеж, Петровский сквер. Памятник Петру I

Первым памятником Воронежа стал памятник российскому императору Петру I. Его открытие состоялось при губернаторе графе Дмитрии Николаевиче Толстом согласно торжественному «церемониалу», который был утверждён императором Александром II. 30 августа 1860 года в 8 часов утра в окружении торжественно выстроенного Азовского полка под залпы артиллерийских орудий памятник был открыт. Выставленный у его пьедестала почётный караул состоял из ветеранов полка.
В XIX веке в городе были установлены памятники поэтам А. В. Кольцову (1868) и И. С. Никитину (1911). Новые памятники города начали устанавливать только после окончания Гражданской войны. В сквере между ул. Орджоникидзе и ул. Дзержинского появился Памятник жертвам белого террора (автор проекта — А. И. Попов-Шаман, 1903—1969 гг.). Памятник установлен 7 ноября 1929 года. В 1930-е годы в Воронеже начинается реконструкция Староконной площади. После проведённых работ она была переименована в площадь XX-летия Октября. В середине площади установили памятник В. И. Ленину. В 1956 году площадь была переименована в площадь Ленина.

Памятник Славы

После Великой Отечественной войны в память о защитниках города были установлены памятники на братских могилах: Памятник Славы, Чижовский плацдарм, Площадь Победы, Стела «Город воинской славы» и др. Память жертв фашизма увековечена памятным знаком на месте убийства 13 июля 1942 года более трёхсот детей в бывшем саду Пионеров (это была первая бомбёжка города немецко-фашистской авиацией в Великую Отечественную войну), и мемориальным комплексом «Песчаный лог» на южной окраине Воронежа, где были расстреляны сотни мирных жителей и раненных военнопленных. Для напоминания о разрушениях города во время войны была оставлена как памятник часть здания Областной больницы «Ротонда», взорванное немецкой бомбой. В 1991 году из Вильнюса в Воронеж был перевезён памятник И. Д. Черняховскому, который руководил боями за освобождение Воронежа. Памятник был установлен на площади Генерала Черняховского. После создания Воронежского водохранилища в 1970-е годы на его середине был установлен на бетонной опоре у Вогрэсовского моста макет корабля «Меркурий», который был построен на Воронежской верфи. На месте высадки первого воздушного десанта в СССР в 1997 уставлен памятный знак, а в 2010 году — памятник.
С 1990 года в Воронеже появились памятники поэтам и писателям: А. П. Платонову (1999), И. А. Бунину (1995), С. А. Есенину (2006), А. С. Пушкину (1999) и О. Э. Мандельштаму (2008). В июле 2008 года на втором этаже Воронежского цирка был открыт памятник Анатолию Леонидовичу Дурову. Автор скульптуры — грузинский скульптор Вано Арсенадзе. Появление этого памятника стало результатом совместного проекта национальных общин Воронежа: грузинской, греческой, армянской, украинской, немецкой и курдской. У строящегося Благовещенского собора был установлен памятник святителю Митрофану Воронежскому (2003).
Стоит также отметить памятник Белому Биму (1998) и памятник котёнку — герою мультфильма «Котёнок с улицы Лизюкова» (2003).

## Города-побратимы
Городами-побратимами Воронежа являются:
| Страна, регион | Город-побратим    | Год установления связи |
| -------------- | ----------------- | ---------------------- |
| Чехия          | Брно              | 1968                   |
| Германия       | Везермарш (район) | 1989                   |
| Китай          | Чунцин            | 1992                   |
| Болгария       | Сливен            | 1995                   |
| Испания        | Леон              | 1996                   |
| Беларусь       | Гомель            | 2019                   |

#### Бывшие города-побратимы
- С 1987 по начало 1990-х побратимом являлся также польский город Гожув-Велькопольски[325].
- США, Шарлотт (1991—2022). После вторжения России на Украину город Шарлотт прекратил сотрудничество[326].

## Персоналии
С 1696 года по 1722 год Пётр I посещал Воронеж 13 раз, проведя в городе более 500 дней. В Воронеже часто бывали приближённые царя (Ф. М. Апраксин, А. Д. Меньшиков, Ф. М. Скляев, К. Крюйс и др.), иностранные послы и другие известные персоны. При спуске первого русского линейного 58-пушечного корабля Гото Предестинация присутствовали царевич Алексей Петрович, царевна Наталья Алексеевна (сестра Петра I), иностранные послы и другие почётные гости. На корабле был поднят трёхцветный флаг с Андреевским крестом, освящённый в Адмиралтейской церкви воронежским епископом Митрофаном Воронежским.
Будучи почётным пленником с 1784 года по 1786 год в Воронеже жил последний крымский хан Шахин Герай. С 1845 года по 1918 год в Воронеже действовал Воронежский кадетский корпус имени Великого князя Михаила Павловича (с 1865 года по 1882 год военная гимназия), в котором обучались: С. И. Мосин (конструктор и организатор производства стрелкового оружия), А. Н. Лодыгин (электротехник, один из изобретателей лампы накаливания), Г. В. Плеханов (теоретик и пропагандист марксизма, философ, видный деятель российского и международного социалистического движения).
С Воронежем связана жизнь многих известных людей. Среди них: А. Д. Чертков (основатель Чертковской библиотеки), Н. Г. Басов (нобелевский лауреат по физике) и П. А. Черенков (нобелевский лауреат по физике), И. А. Бунин (нобелевский лауреат по литературе), Н. Н. Ге (художник), А. П. Платонов (писатель), О. Э. Мандельштам (поэт), С. Я. Маршак (поэт, драматург, переводчик, литературный критик), А. В. Кольцов (поэт) и И. С. Никитин (поэт), Антоний (Смирницкий) (архиепископ Воронежской и Лискинской епархии Православной российской церкви), М. Н. Мордасова (Народная артистка СССР), И. С. Саввина (Народная артистка СССР), Юрий Клинских (Хой) (лидер группы «Сектор Газа»), Н. Н. Бурденко (основоположник российской нейрохирургии), и другие. Во время Великой Отечественной войны тринадцати уроженцам Воронежа было присвоено звание Героев Советского Союза, а трое воронежцев стали полными кавалерами ордена Славы.

## Воронеж в топонимах
Воронежская улица есть в Москве, Санкт-Петербурге, Новосибирске (а также Воронежский переулок), Владивостоке (а также автобусная остановка), Артёме (Приморский край), Самаре, Хабаровске (где есть также Воронежские переулок, проезд и шоссе), Борисоглебске, Тамбове, Рассказове, Липецке (где есть также Воронежское шоссе), Ельце, Ливнах, Ефремове (где есть также Воронежское шоссе), Ростове-на-Дону, Старом Осколе, Орске, Мичуринске, Калаче, Губкине, Иркутске, Новороссийске, Бийске, Барнауле, Новокузнецке, Уфе, Краснодаре, Энгельсе, Кемерове, Нижнем Новгороде, Ижевске, Енакиеве, Прокопьевске, Гудермесе, Алма-Ате, Шымкенте, Караганде, Запорожье, Днепре, Киеве, Донецке, Калининграде, Краматорске, Лисках, Рамони, Пружинках, Праге, Либерце (Чехия), Брно (чешском городе-побратиме Воронежа).
Существуют станица Воронежская, посёлок Воронежский, хутор Воронежский, село Воронежское, сёла Воронежское-1 Воронежское-2 и Воронежское-3, село Воронеж, деревня Воронеж, село Воронежские Верхи, посёлок городского типа Воронеж, заброшенная деревня Воронежское Маланино.

### Энциклопедии
- Воронежская энциклопедия. — Справочно-энциклопедическое издание. — Воронеж: Центр духовного возрождения Чернозёмного края, 2008. — Т. 1 (А—М). — 524 с. — ISBN 978-5-900270-99-9.. Издание осуществлено по решению администрации Воронежской области
- Воронежская энциклопедия. — Справочно-энциклопедическое издание. — Воронеж: Центр духовного возрождения Чернозёмного края, 2008. — Т. 2 (Н-Я). — 524 с.
- Воронеж // Большая российская энциклопедия : [в 35 т.] / гл. ред. Ю. С. Осипов. — М. : Большая российская энциклопедия, 2004—2017.
- Гото Предестинация // Большая российская энциклопедия. — М.: «Большая Российская энциклопедия», 2007. — С. 552. — 767 с (в 30 т.) с. — ISBN 978-5-85270-337-8 (т. 7), 5-85270-3206.

### Учебники
- Воробьёв С. Н., Нестеров Ю. А., Подколзин В. В., Пономарёва З. В., Сушков В. Н.  География Воронежской области / Под ред. А. Б. Васильева. — Пособие для учителей и учащихся. — Воронеж: Воронежский Государственный Педагогический университет, 2007.
- Панова В. И.  История Воронежского края. — 4-е, доп. — Воронеж: «Родная речь», 2008. — 287 с. — ISBN 978-5-8745-6562-6. Книга — лауреат областных конкурсов учебников и учебно-методических пособий 1994 и 1995 годов
- Люби и знай родной край / Научн. редактор — Б. Я. Табачников. — Учебное пособие по географии, истории и культуре Воронежской области. — Воронеж: Центр духовного возрождения Чернозёмного края, 2008. — 384 с. — ISBN 978-5-91338-005-0.

### Научные издания
- Акиньшин А. Н.  Воронежские губернаторы и вице-губернаторы. 1710—1917. — Историко-биографические очерки. — Воронеж: Центрально-Чернозёмное книжное издательство, 2000. — 398 с. — ISBN 5-7458-0786-5.
- Воронежский фронт: история, люди, победы. — Историко-монографическое издание. — Воронеж: Центрально-чернозёмное книжное издательство, 2005. — С. 26. — («Земля Воронежская. Живая память»). — ISBN 5-7458-1035-1.
- Воронеж: экономико-географическое исследование /Г. Т. Гришин, М. В. Гончаров, И. С. Шевцов и др. — Воронеж: Изд-во Воронежского Государственного Университета, 1986. — С. 35. — 224 с.
- Глазьев В. Н.  Воронежские воеводы и их окружение в XVI—XVII веках. — Воронеж: Центр духовного возрождения Чернозёмного края, 2006. — 168 с.
- Глебов В. Г. Кровавый песок Дубовки - воронежцы в тисках НКВД. — Документальное издание. — Воронеж: «Кварта», 2004. — 160 с. — ISBN 5-89609-050-1.
- Загоровский В. П.  Воронеж: историческая хроника. — Краеведческое издание. — Воронеж: Центрально-Чернозёмное книжное издательство, 1989. — 255 с. — ISBN 5-7458-0076-3.
- Загоровский В. П. Воронеж: историческая хроника. — Воронеж: Центрально-Чернозёмное книжное издательство, 1989. — 255 с. ISBN 5-7458-0076-3
- Загоровский В. П.  О древнем Воронеже и слове Воронеж. – Изд. 2-е. — Издательство Воронежского государственного университета. — Воронеж, 1977. — 104 с.
- Поспелов Е. М. Географические названия России. Топонимический словарь. — М.: Астрель, 2008. — 523 с. — 1500 экз. — ISBN 978-5-271-20729-7.
- Попов П. А.  Твой крест, Воронеж. Судьба города и человека. — Историко-документальное изд-е. — Воронеж: Центр духовного возрождения Чернозёмного края, 2008. — 176 с. — ISBN 978-5-91338-011-1.
- Расторгуев В. И.  Воронеж — родина первого Адмиралтейства. — Воронеж: Изд-во Воронежского государственного университета, 2007. — 533 с. — ISBN 978-5-9273-1170-5.. Научный редактор — доктор исторических наук профессор Н. А. Душкова, автор книги — капитан 1-го ранга, начальник Военно-Морского отдела военного комиссариата Воронежской области
- Стратегический план социально-экономического развития городского округа город Воронеж на период до 2020 года / Под руководством В. Н. Эйтингона. — проект. — Воронеж: Воронежский государственный университет, 2010.
- Шулепова Э. А.  Историко-культурное наследие Воронежа: материалы Свода памятников истории и культуры Российской Федерации. — Научно-документальное издание. — Воронеж: Центр духовного возрождения Чернозёмного края, 2000. — 575 с. — ISBN 5-900270-43-2.
- Попов П. А. Воронеж: древнее слово и древние города, а также древние леса и древние реки России / П. А. Попов; послесл. Н. Ю. Хлызовой. — Воронеж: Кварта, 2016. — 608 с.- ISBN 978-5-89609-437-1.

### Научно-популярные издания
- Акиньшин А. Н.  Храмы Воронежа. — Научно-популярное издание, 2-е испр. и доп. — Воронеж: Кварта, 2003. — 240 с. — ISBN 5-89609-044-7.
- Акиньшин А. Н., Ласунский О. Г.  Записки старого пешехода. Прогулка по Большой Дворянской — проспекту Революции. — Изд. 2-е, доп. и испр. — Воронеж: «Правдивцев и К°», 2002. — 352 с. — ISBN 5-89981-256-7.
- Воронежцы. Знаменитые биографии в истории края. — Воронеж: Издательский дом «Кварта», 2007. — 412 с. — ISBN 978-5-89609-105-9.
- Дегтярёв А.  Воронеж — родина воздушного десанта. — юбилейное. — Воронеж: Кварта, 2009. — 160 с. — ISBN 978-5-89609-13.
- Елецких В. Л.  Немое кино в Воронеже. — научно-популярное издание. — Воронеж: Творческое объединение «Альбом», 2007. — 128 с.
- Записки воронежских краеведов / Составитель — А. И. Гайварановский. Рецензент — доктор исторических наук В. П. Лысцов. — вып. 2. — Воронеж: Центр.-Чернозёмное кн. изд-во, 1983. — 239 с.
- Комолов Н.  Калейдоскоп воронежской истории. — Воронеж: ООО «Творческое объединение «Альбом», 2008. — 192 с. — ISBN 978-5-91440-005-4.. Научный редактор — профессор кафедры истории России Воронежского государственного университета А. Н. Акиньшина
- Кононов В. И.  Воронеж: история города в памятниках и мемориальных досках. — Историко-краеведческое издание. — Воронеж: Центр духовного возрождения Чернозёмного края, 2005. — 352 с. — ISBN 5-900-270-72-6.
- Кононов В. И.  Священная память. Памятники славы Воронежа. — Краеведческое издание. — Воронеж: Творческое объединение «Альбом», 2005. — 129 с. — ISBN 5-98631-006-3.
- Кононов В. И.  Памятник императору Петру Великому. — Воронеж: Редакция газеты «Коммуна», 2007. — 32 с. — («Биография воронежского памятника»). — 2000 экз. — ISBN 5-89981-488-8.
- Попов П. А.  Уходящий Воронеж в объективе Павла Попова. — Воронеж, 2008. — 208 с. — ISBN 978-589981-581-2.
- Пульвер Е. А., Пульвер Ю. А.  Воронежская мозаика. — Воронеж: Центрально-Чернозёмное издательство, 1983. — 207 с.
- Троицкий Н. В.  Облик будущего Воронежа. — Воронеж: Воронежское книжное издательство, 1953.
- Бивор Э. Сталинград = Beevor A. Stalingrad. - Viking Press, 1998 / пер. с англ. А. Жеребилова, А. Коноплёва, А. Марченко, А. Фельдшерова. — Смоленск, 1999.
- Исаев А. В. Когда внезапности уже не было. История ВОВ, которую мы не знали. — М.: Эксмо, Яуза, 2005. — 479 с. — ISBN 5-699-11949-3.

### Статьи
- Акиньшин А. Н.  Празднование петровских юбилеев в Воронежской губернии в XIX—XX веков. — Межвузовский сборник научных трудов «Морским судам быть!..»: Российскому военно-морскому флоту — 300 лет. — Воронеж: Квадрат, 1996. — С. 201. — 220 с. — ISBN 5-88-039-3.
- Квасов О. Н. Мария Фёдорова – террористка и жертва террора // Новый исторический вестник. — 2011. — № 27. — С. 89—104.
- Кустов, Максим. Досталось венграм под Воронежем изрядно… (как немецким войскам помешали их собственные союзники) (недоступная ссылка — история). Информационно-аналитическое издание фонда исторической перспективы «Столетие» (21 февраля 2008). Дата обращения: 21 ноября 2009.
- Никольская А. Н., Черных О. А.  Про использование водных ресурсов р. Дон в границах города Воронеж // Периодический научный журнал : Серия «География. Геоэкология». — Воронеж: Воронежский государственный университет, 2000. — № 1. — С. 162—163. Архивировано 8 августа 2025 года.
- Никольская А. Н., Щетинин И. В.  Экологический аспект питьевого водоснабжения // Периодический научный журнал : Серия «География. Геоэкология». — Воронеж: Воронежский государственный университет, 2000. — № 1. — С. 159—161. Архивировано 8 августа 2025 года.
- История (Воронежа). Сайт администрации города Воронежа (Историческая справка подготовлена на основе работ А. Н. Акиньшина, кандидата исторических наук, профессора кафедры истории России ВГУ). Дата обращения: 8 августа 2011. Архивировано 21 августа 2011 года.
- Попова О. С.  К строительству ландшафтного парка в г. Воронеже // Вестник Воронежского гос. ун-та. — 2008. — Вып. Серия: География, геоэкология, № 1. Архивировано из оригинала 11 января 2012 года. — С. 95.